# Crise na Venezuela
Uma crise socioeconômica e política em curso teve início na Venezuela durante a presidência de Hugo Chávez e se agravou durante a presidência do sucessor Nicolás Maduro.
Essa crise tem sido marcada por hiperinflação, fome crescente, doenças, criminalidade e altas taxas de mortalidade, resultando em emigração massiva.
É a pior crise econômica na história da Venezuela e a pior enfrentada por um país em tempo de paz desde meados do século XX. Frequentemente, a crise é considerada mais severa do que a Grande Depressão nos Estados Unidos, a crise econômica brasileira de 1985–1994 ou a hiperinflação no Zimbábue ocorrida entre 2008 e 2009.
Escritores compararam aspectos como o desemprego e a contração do PIB aos ocorridos na Bósnia e Herzegovina após a Guerra da Bósnia (1992–1995), bem como aos de Rússia, Cuba e Albânia após as Revoluções de 1989.
Em junho de 2010, Chávez declarou uma "guerra econômica" devido ao aumento das escassezes na Venezuela. A crise intensificou-se sob o governo de Maduro, agravando-se em razão de preços baixos do petróleo em 2015, e da queda na produção de petróleo devido à falta de manutenção e investimento.
Em janeiro de 2016, a Assembleia Nacional, liderada pela oposição, declarou uma "crise humanitária de saúde".
O governo não conseguiu reduzir os gastos diante da queda das receitas do petróleo, negou a existência de uma crise, e reprimiu violentamente a oposição.
Assassinatos extrajudiciais pelo governo tornaram-se comuns, com a ONU relatando 5.287 homicídios pelas Forças de Ação Especial em 2017, e pelo menos outros 1.569 homicídios nos primeiros seis meses de 2019, afirmando que alguns desses crimes foram "realizados como retaliação pela participação das vítimas em manifestações antigovernamentais".
A corrupção política, as crônicas escassezes de alimentos e medicamentos, o fechamento de empresas, o desemprego, a deterioração da produtividade, o autoritarismo, as violações dos direitos humanos, a má gestão econômica e a alta dependência do petróleo contribuíram para a crise.
Em resposta às violações dos direitos humanos, à degradação do estado de direito e à corrupção, a União Europeia, o Grupo de Lima, os EUA e outros países aplicaram sanções contra autoridades governamentais e membros das forças militares e de segurança.
Os EUA estenderam suas sanções ao setor petrolífero.
Apoiadores de Chávez e Maduro afirmam que os problemas resultam de uma "guerra econômica" contra a Venezuela, da queda dos preços do petróleo, das sanções internacionais, e da elite empresarial, enquanto críticos do governo apontam a má gestão econômica e a corrupção como causas.
A maioria dos observadores atribui o problema à governança antidemocrática,
Além disso, a corrupção, e a má gestão econômica também têm sido apontadas como causas.
Outros atribuem a crise ao socialismo,
Também é atribuída à natureza populista – ou "hiper-populista" – das políticas do governo, e ao uso dessas políticas para manter o poder político.
Analistas nacionais e internacionais, bem como economistas, afirmam que a crise não é resultado de um conflito, desastre natural ou sanções, mas sim das consequências das políticas populistas e práticas corruptas iniciadas sob a Revolução Bolivariana da administração Chávez e que se perpetuaram sob Maduro.
A crise afetou a vida do venezuelano médio em todos os níveis. Em 2017, a fome intensificou-se a tal ponto que quase 75% da população perdeu, em média, mais de 8 kg (mais de 19 libras) e mais da metade não dispunha de renda suficiente para suprir suas necessidades alimentares básicas.
Em 2021, 20% dos venezuelanos (5,4 milhões) haviam deixado o país.
A análise da ONU estimou, em 2019, que 25% dos venezuelanos necessitavam de algum tipo de assistência humanitária.
Após o aumento das sanções internacionais ao longo de 2019, o governo Maduro abandonou políticas estabelecidas por Chávez – como o controle de preços e de câmbio – o que ocasionou um breve recuo no declínio econômico antes da entrada da COVID no país.
Em resposta à desvalorização do bolívar oficial, a partir de 2019 a população passou a depender cada vez mais do dólar americano para as transações.
De acordo com a Pesquisa Nacional sobre as Condições de Vida (ENCOVI), até 2021 95% da população vivia na pobreza com base na renda, dos quais 77% estavam em situação de pobreza extrema – o maior índice já registrado no país.
Em 2022, após a implementação de uma leve liberalização econômica, a pobreza diminuiu e a economia cresceu pela primeira vez em 8 anos. Apesar dessas melhorias, a Venezuela continua a apresentar a maior taxa de desigualdade das Américas. Embora as escassezes de alimentos e a hiperinflação tenham em grande parte chegado ao fim, a inflação permanece elevada.

## Antecedentes

### Governo Hugo Chávez
Com o aumento dos preços do petróleo no início da década de 2000 e com o dinheiro arrecadado, Hugo Chávez criou as Missões bolivarianas (ou apenas "Missões") visando melhorar a prestação de serviços públicos para a população. De acordo com Corrales e Penfold, "a ajuda foi feita para alguns dos pobres, ajudando o presidente e seus aliados e comparsas mais do que qualquer outra pessoa". As Missões implicaram a construção de milhares de clínicas médicas para os pobres e a expansão de alimentos e subsídios de habitação. Em 2010, um relatório da Organização dos Estados Americanos (OEA) indicou melhorias no analfabetismo, saúde, pobreza, e no avanço econômico e social. A qualidade de vida para os venezuelanos também melhorou, de acordo com um índice da ONU. Teresa A. Meade escreveu que a popularidade de Chávez dependia fortemente "das classes mais baixas que se beneficiam destas iniciativas de saúde e políticas semelhantes."
As obras sociais iniciadas pelo governo Chávez dependiam do petróleo, a chave da economia venezuelana. A administração chavista sofreu de doença holandesa como um resultado. Até o final da presidência de Chávez, no início de 2010, as ações econômicas realizadas por seu governo durante a década anterior, tais como o excesso de gastos e controles de preços provaram  ser insustentáveis, com a economia da Venezuela vacilante, enquanto a pobreza, a inflação e a escassez na Venezuela aumentaram. De acordo com analistas, a crise econômica da Venezuela continuou a sofrer com o presidente Nicolás Maduro e teria ainda ocorrido com ou sem Chávez. No início de 2013, logo após a morte de Chávez, a revista estadunidense Foreign Policy afirmou que quem suceder a Chávez iria "herdar uma das mais disfuncionais economias das Américas — e também a conta das políticas do falecido líder, que iria chegar".

### Governo Nicolás Maduro
É impossível entender por que o governo não está reagindo à essa realidade, por que não tem adotado medidas para aliviar as distorções econômicas que estão destruindo a renda dos venezuelanos.

Barclays, Setembro de 2015

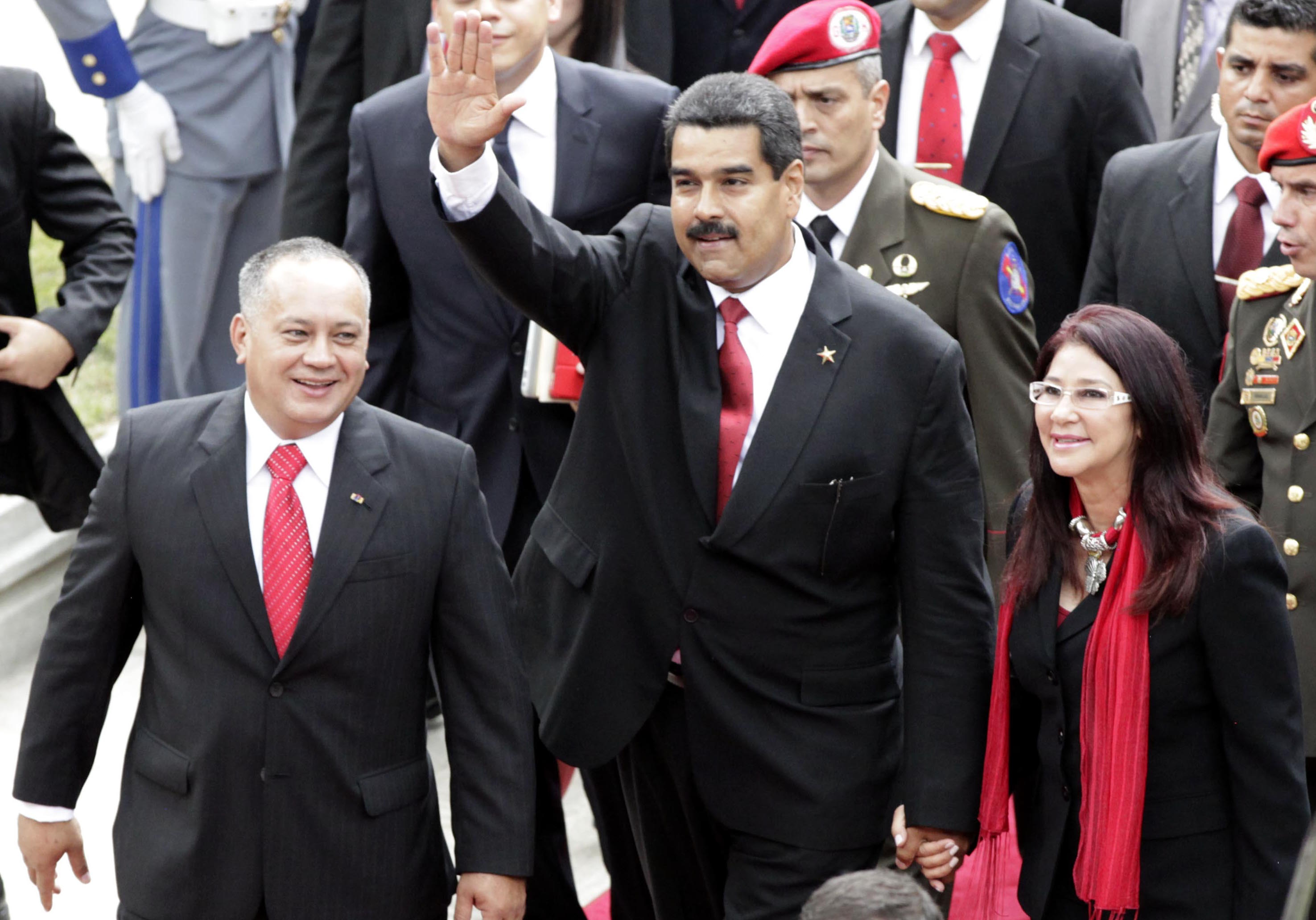
Diosdado Cabello ao lado de Nicolás Maduro e sua esposa, Cilia Flores

Após a morte de Chávez em 2013, Nicolás Maduro assumiu a presidência ao vencer Henrique Capriles Radonski por 235.000 votos, com margem de 1,5%. Ele manteve a maior parte das políticas econômicas do governo Chávez. Ao assumir, sua administração enfrentou alta inflação e grandes escassezes de bens, herdados das políticas de Chávez.
Maduro afirmou que a especulação capitalista elevou a inflação e causou escassez de itens básicos. Ele adotou medidas econômicas contra opositores, que, segundo ele e seus apoiadores, integrariam uma conspiração econômica internacional. Críticas foram feitas por priorizar a opinião pública em vez de abordar questões práticas apontadas por economistas ou propor medidas que melhorassem as perspectivas econômicas da Venezuela.
Em 2014, a Venezuela entrou em recessão econômica e, em 2016, o país registrou inflação de 800%, a mais alta de sua história.
A crise se agravou sob o governo Maduro, em parte devido aos preços baixos do petróleo no início de 2015, e à queda na produção de petróleo por falta de manutenção e investimento. O governo não reduziu os gastos diante da queda na receita do petróleo e tratou a crise negando sua existência e reprimindo violentamente a oposição. Execuções extrajudiciais pelo governo tornaram-se comuns; a ONU registrou 5.287 mortes pelas FAES em 2017, além de 1.569 nos primeiros seis meses de 2019, com indícios de que muitas constituíam execuções extrajudiciais, e classificou as operações de segurança como ações para neutralizar e reprimir opositores e críticos.
Em janeiro de 2016, a Assembleia Nacional declarou uma “crise humanitária de saúde” devido à grave escassez de medicamentos, insumos médicos e deterioração da infraestrutura humanitária, pedindo ao governo de Maduro que garantisse acesso imediato a medicamentos essenciais. Em agosto, o Secretário-Geral das Nações Unidas Ban Ki-moon afirmou que havia uma crise humanitária na Venezuela, causada pela falta de necessidades básicas como alimentos, água, saneamento e vestuário. Antes da crise de 2019, o governo Maduro negou diversas ofertas de ajuda, afirmando que não havia crise humanitária e que tais alegações serviam para justificar intervenção estrangeira. A recusa de ajuda agravou os efeitos da crise.
Em março de 2019, The Wall Street Journal afirmou que "Maduro há muito utiliza doações do governo, como alimentos, para pressionar os venezuelanos empobrecidos a comparecerem a comícios pró-governo e apoiá-lo nas eleições, à medida que o colapso econômico se intensifica." Em 2019, The Economist afirmou que o governo Maduro obteve "dinheiro extra com a venda de ouro (tanto de minas ilegais quanto de reservas) e narcóticos".

#### Eleições e protestos

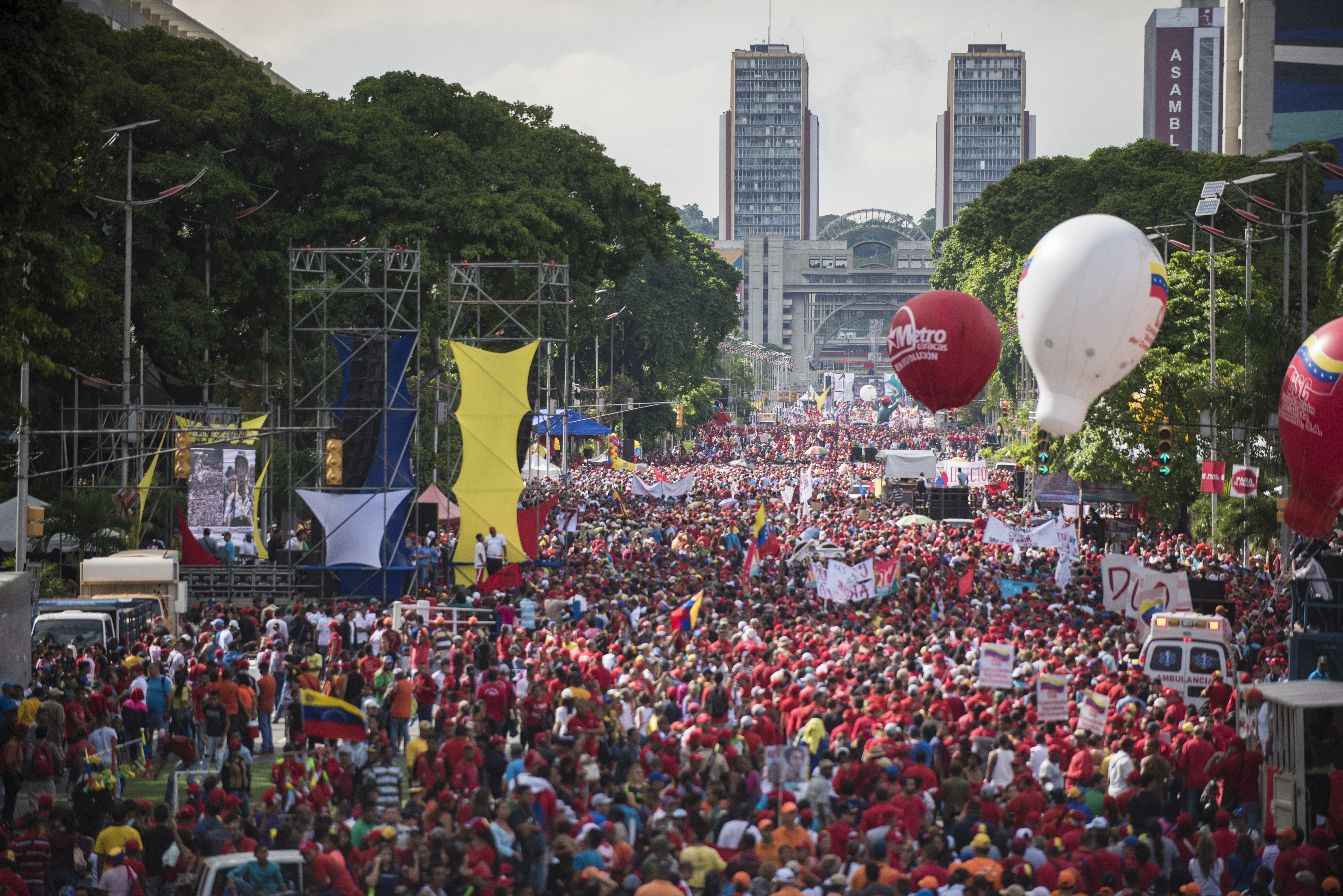
Venezuelanos protestando durante os protestos de 2016

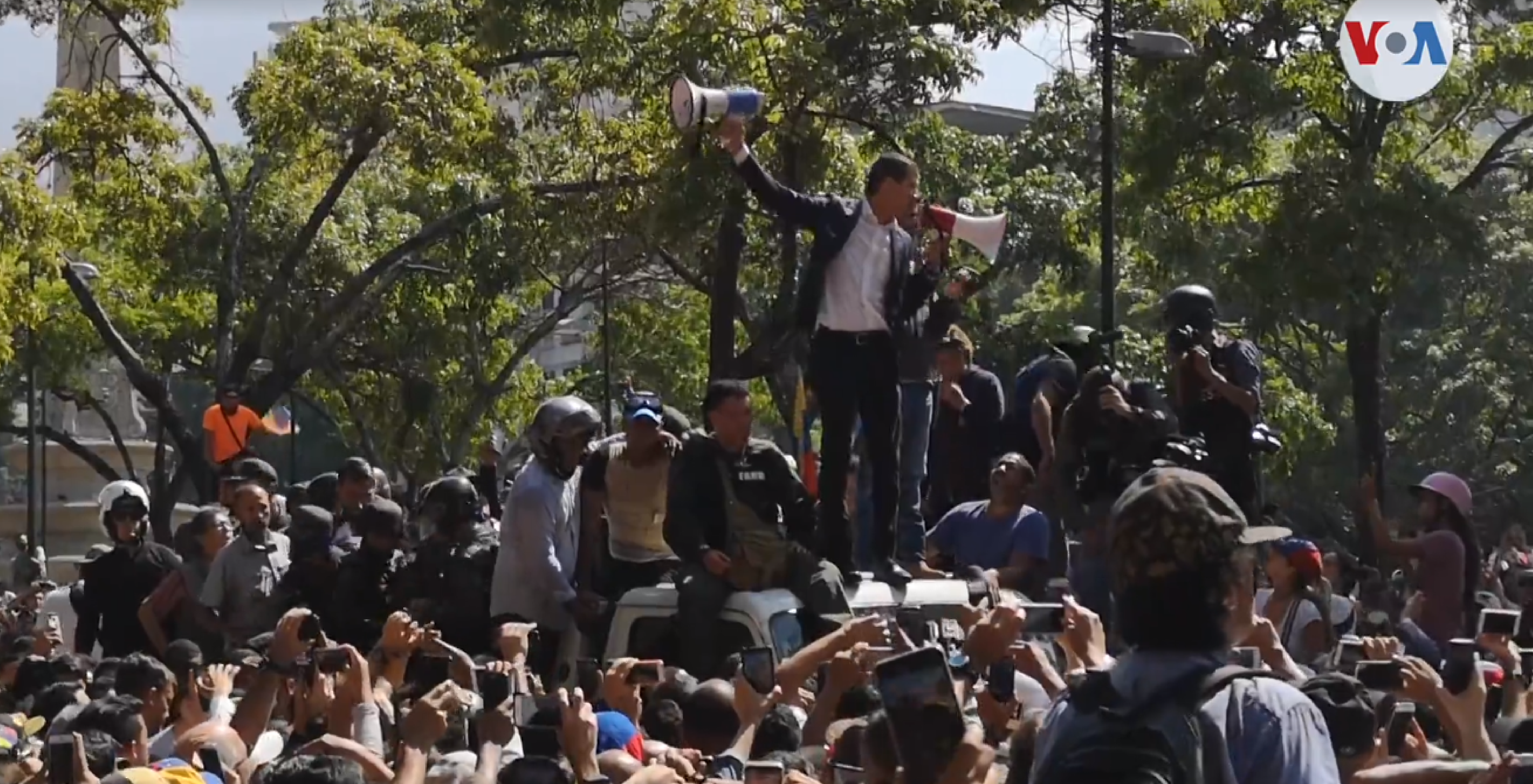
Juan Guaidó durante a tentativa de insurreição de 2019

Desde 2010, a Venezuela enfrenta uma crise socioeconômica sob Maduro – e brevemente sob Chávez – o que levou, na eleição de 2015, à vitória da oposição na Assembleia Nacional. Em seguida, a Assembleia Nacional terminante, composta por representantes bolivarianos, preencheu o Tribunal Supremo de Justiça com aliados de Maduro.
Maduro repudiou a Assembleia Nacional em 2017, levando à crise constitucional venezuelana de 2017; Até 2018, alguns consideravam a Assembleia Nacional a única instituição legítima do país; países e organizações internacionais impuseram sanções individuais a funcionários do governo e membros das forças militares e de segurança, enquanto críticos atribuíram a crise a anos de má gestão econômica, corrupção e políticas populistas iniciadas na Revolução Bolivariana e continuadas por Maduro. Políticos nacionais e internacionais afirmaram que Maduro não foi eleito legitimamente, sendo considerado um ditador ineficiente. Nos meses anteriores à sua posse em 10 de janeiro de 2019, nação e organismos, como o Grupo de Lima (exceto o México), os EUA e a OEA, pressionaram por sua renúncia; essa pressão aumentou após a posse da nova Assembleia Nacional em 5 de janeiro de 2019.
A crise presidencial venezuelana de 2019 culminou quando a Assembleia Nacional declarou os resultados da eleição presidencial de maio de 2018 como inválidos e designou o presidente da Assembleia, Juan Guaidó, como presidente interino, com base em diversas cláusulas da Constituição de 1999.

#### Crise política venezuelana de 2024
A crise política venezuelana de 2024 se intensificou após a divulgação dos resultados da eleição presidencial venezuelana de 2024. Maduro disputou um terceiro mandato consecutivo, enquanto o ex-diplomata Edmundo González Urrutia representou a Plataforma Unitaria Democrática (PUD), após o governo venezuelano impedir a participação da principal candidata, María Corina Machado.
Acadêmicos, meios de comunicação e a oposição apresentaram "fortes evidências", segundo The Guardian, de que González teria vencido por ampla margem. O órgão eleitoral controlado pelo governo, a CNE, anunciou resultados que apontavam uma vitória estreita de Maduro em 29 de julho. Um artigo de 6 de agosto no The New York Times afirmou que a declaração da CNE, que atribuía a vitória a Maduro, mergulhou a Venezuela em crise política, com pelo menos 22 mortes em manifestações, prisão de mais de 2.000 pessoas e condenação internacional. Após o anúncio dos resultados, que mostravam fraude, protestos se espalharam pelo país, o governo iniciou a Operation Tun Tun, uma repressão à dissidência, e deteve figuras políticas da oposição, mantendo-se no poder, enquanto organizações de direitos humanos condenaram a criminalização dos protestos. Maduro não reconheceu os resultados que o apontavam como perdedor e, em 1 de agosto, solicitou ao Tribunal Supremo de Justiça que auditasse e aprovasse os resultados. O TSJ descreveu a declaração da CNE de vitória de Maduro como "validada".

## Crise econômica

### Habitação
Ao longo do governo Maduro, a escassez de habitação continuou a agravar-se. Em 2014, o presidente anunciou que, devido à escassez de aço, os carros e outros veículos abandonados  seriam adquiridos pelo governo e transformados em matéria-prima para a produção de vergalhões destinados a construção de moradias. Em abril de 2014, um decreto presidencial determinou que os proprietários de três ou mais imóveis vendessem esses imóveis. Os proprietários que se recusassem a vendê-los estariam sujeitos a multa ou poderiam até mesmo ter seus imóveis desapropriados pelo governo. Em 2016, os moradores de unidades de conjuntos habitacionais populares construídos pelo Estado - unidades que são cedidas gratuitamente aos mais necessitados -, que tradicionalmente apoiavam o governo bolivariano - também começaram a protestar contra a falta de alimentos e outros produtos de primeira necessidade, tais como sabão e remédios.

## Necessidades básicas

### Pobreza
O The Wall Street Journal informou, em março de 2019, que a pobreza era o dobro do registrado em 2014. Um estudo da Universidade Católica Andrés Bello indicou que, em 2019, pelo menos 8 milhões de venezuelanos não tinham o suficiente para comer. Um relatório da ONU estimou, em março de 2019, que 94% dos venezuelanos vivem na pobreza e que um quarto deles necessita de algum tipo de assistência humanitária. Segundo a Pesquisa de Condições de Vida realizada pela Universidade Católica Andrés Bello (ENCOVI), em 2021, 94,5% da população vivia na pobreza com base na renda, dos quais 76,6% estavam em situação de pobreza extrema, a maior cifra já registrada no país.

### Alimentos e água

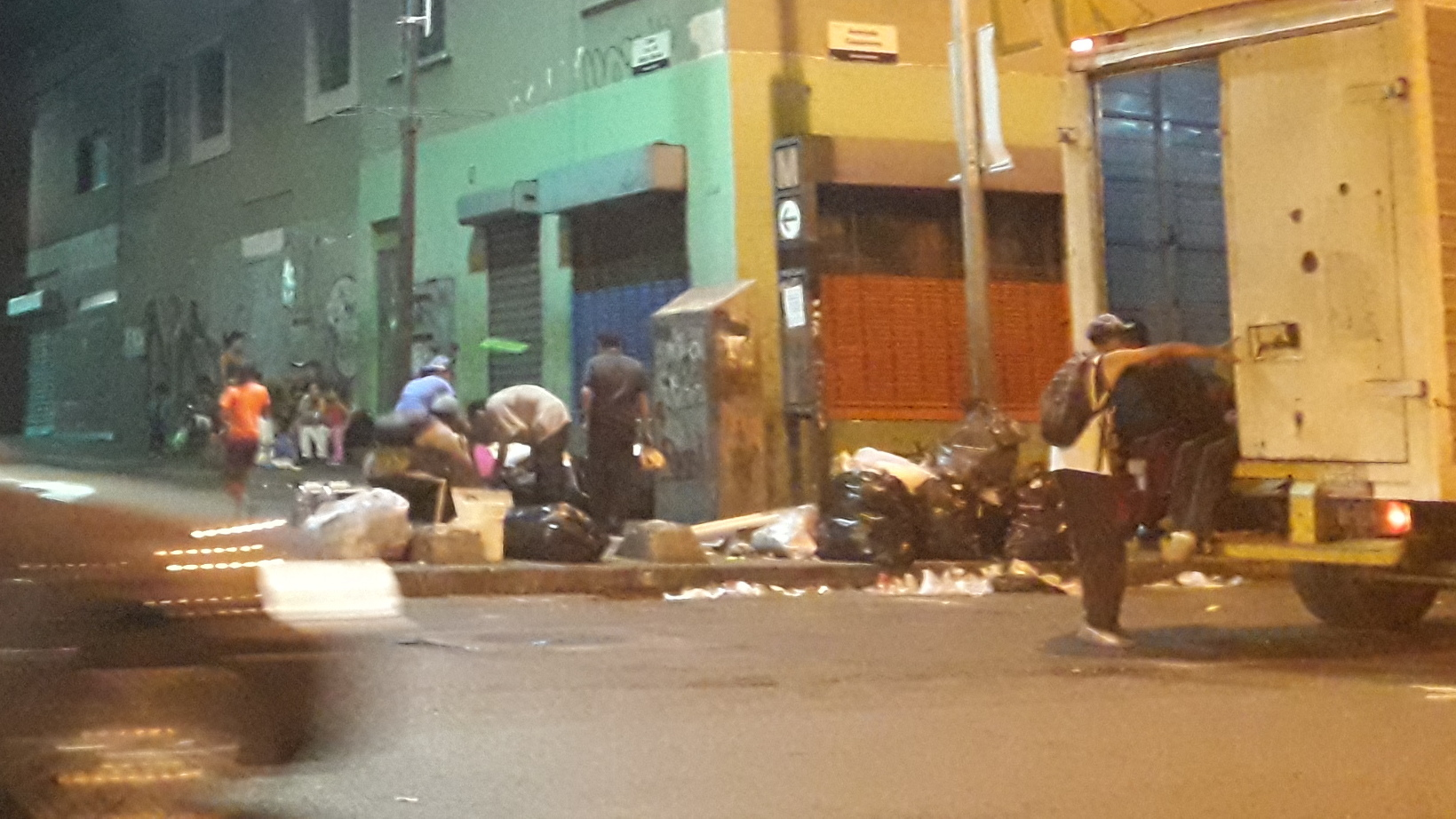
Um grupo de venezuelanos comendo lixo nas ruas de Caracas em maio de 2018.

Mais de 70% dos alimentos na Venezuela são importados; o país tornou-se tão dependente dessas importações que não conseguiu arcar com os custos quando o preço do petróleo caiu em 2014. Chávez entregou ao setor militar o controle da alimentação e nacionalizou grande parte da indústria, que passou a ser negligenciada, gerando escassez na produção. Com o “suprimento reduzido de alimentos”, Maduro colocou “generais no comando de tudo, desde a manteiga até o arroz”. Com o controle militar, o tráfico de alimentos tornou-se lucrativo, surgiram propinas e corrupção, e os alimentos não alcançaram os necessitados. O governo importa a maior parte dos alimentos necessários, controla-os por meio do setor militar e paga preços superiores aos de mercado. Venezuelanos passavam “o dia todo em filas” para comprar alimentos racionados, enquanto enfermarias pediátricas ficavam repletas de crianças abaixo do peso e adultos, antes de classe média, passavam a vasculhar lixeiras em busca de restos. Diversos outros fatores contribuíram para as escassezes: as importações, durante os dois anos até o final de 2017, caíram em dois terços; a hiperinflação tornou os alimentos inacessíveis para muitos venezuelanos; e, para os que dependiam das caixas de alimentos fornecidas pelo governo, “essas não alcançam todos os necessitados, a distribuição é intermitente e o recebimento muitas vezes está ligado ao apoio político ao governo”. A corrupção tornou-se um problema na distribuição dos alimentos. O diretor de operações de uma empresa de importação de alimentos afirmou que “paga uma longa lista de oficiais militares por cada remessa de alimentos que traz dos EUA. É uma cadeia ininterrupta de suborno desde a chegada do navio até a distribuição por caminhões”. Um tenente da Guarda Nacional da Venezuela nega essa acusação, afirmando que a corrupção seria maior se os militares não estivessem envolvidos; autoridades governamentais e militares dizem que a oposição está exagerando o problema para seu benefício. O general aposentado Antonio Rivero afirmou que “Maduro está tentando impedir que os soldados passem fome e sejam tentados a participar de uma insurreição contra um governo cada vez mais impopular”, acrescentando que o uso do exército para controlar a distribuição de alimentos “drenou o sentimento de rebelião das forças armadas”, ao proporcionar aos soldados o acesso a alimentos negados à população em geral, com a corrupção resultante ampliando as escassezes. Os colectivos também estão envolvidos no tráfico de alimentos, vendendo-os no mercado negro; um líder de um colectivo disse ao InSight Crime que traficar alimentos e remédios é tão lucrativo quanto o tráfico de drogas, mas com menos risco. Com conexões obscuras com o governo, o The Washington Post afirma que “alguns foram colocados no comando da distribuição dos pacotes alimentares do governo em áreas pobres — o que lhes confere controle sobre bairros famintos”. A Associated Press relata que pessoas se reúnem todas as noites no centro de Caracas em busca de alimentos descartados na calçada; normalmente, são desempregados, mas frequentemente se juntam pequenos empresários, universitários e aposentados — pessoas que se consideram de classe média, embora seus padrões de vida já tenham sido afetados pela inflação de três dígitos, escassez de alimentos e a desvalorização da moeda. Um funcionário da coleta de lixo em Maracaibo afirmou que a maioria dos sacos de lixo que recebia já havia sido vasculhada por pessoas em busca de alimento. Um depósito de lixo relatou encontrar partes de animais despedaçados, como “cães, gatos, burros, cavalos e pombos”, e há evidências de que pessoas estão comendo animais silvestres, como tamanduás, flamingos, abutres e lagartos. “Fome, desnutrição e severa escassez de alimentos estão generalizados em toda a Venezuela”, de acordo com a Human Rights Watch. Médicos de 21 hospitais públicos em 17 estados venezuelanos disseram ao The New York Times, em 2017, que “suas salas de emergência estavam sendo sobrecarregadas por crianças com desnutrição grave — uma condição raramente vista antes do início da crise econômica”, e que “centenas morreram”. O governo respondeu com “um quase bloqueio total das estatísticas de saúde e criando uma cultura em que os médicos têm medo de registrar casos e mortes que possam estar associados às falhas governamentais”. A Organização das Nações Unidas para Agricultura e Alimentação (FAO) afirmou que menos de 5% dos venezuelanos estavam desnutridos entre 2008 e 2013, mas esse número mais que dobrou, alcançando quase 12% entre 2015 e 2017, o que representa 3,7 milhões de pessoas. Uma pesquisa de 2016 constatou que quase três quartos da população relataram ter perdido, em média, 8,7 kg devido à má nutrição, e 64% relataram ter perdido 11 kg em 2017. Uma pesquisa Venebarómetro de 2016 com 1.200 venezuelanos constatou que quase metade já não consegue fazer três refeições diárias; o governo atribui essa situação a uma “guerra econômica”. Um relatório da ONU afirmou, ainda, que, por conta da falta de água e saneamento, 4,3 milhões de venezuelanos precisavam de assistência em 2019. Durante os apagões na Venezuela em 2019, iniciados em 7 de março, o sistema de distribuição de água também enfrentou escassez. Analistas disseram que dois terços da população venezuelana (20 milhões de pessoas) ficaram sem água, parcial ou totalmente, nas semanas após os apagões. A chefe do departamento de doenças infecciosas do Hospital Clínico Universitário de Caracas, María Eugenia Landaeta, afirmou que, sem acesso a água potável, a chance de contrair infecções bacterianas aumentava e que os médicos observaram, durante os apagões, “surto de diarreia, febre tifóide e hepatite A”, enquanto a água não esterilizada e a falta de higiene contribuíam para infecções pós-parto. Em 2017, a fome alcançou um ponto em que quase 75% da população perdeu, em média, mais de 8 kg, e mais da metade não possuía renda suficiente para suprir suas necessidades alimentares básicas. Um relatório da ONU estimou, em março de 2019, que 94% dos venezuelanos viviam na pobreza, e que, em 2021, quase 20% dos venezuelanos (5,4 milhões) deixaram o país. A análise da ONU estimou, em 2019, que 25% dos venezuelanos necessitavam de algum tipo de assistência humanitária. A Venezuela liderava o mundo nas taxas de homicídio intencional, com 81,4 por 100.000 pessoas mortas em 2018, sendo o terceiro país mais violento do mundo. Após o aumento das sanções internacionais durante 2019, o governo de Maduro abandonou políticas estabelecidas por Chávez, como os controles de preços e de câmbio, o que resultou num repique temporário na economia, antes da chegada da pandemia de COVID-19 na Venezuela no ano seguinte. Em resposta à desvalorização do bolívar venezuelano, a população passou a depender cada vez mais do dólar norte-americano para transações. Maduro descreveu a dolarização como uma “válvula de escape” que auxilia na recuperação do país, na difusão das forças produtivas e na economia; contudo, afirmou que o bolívar permanece como moeda nacional.

### Assistência médica

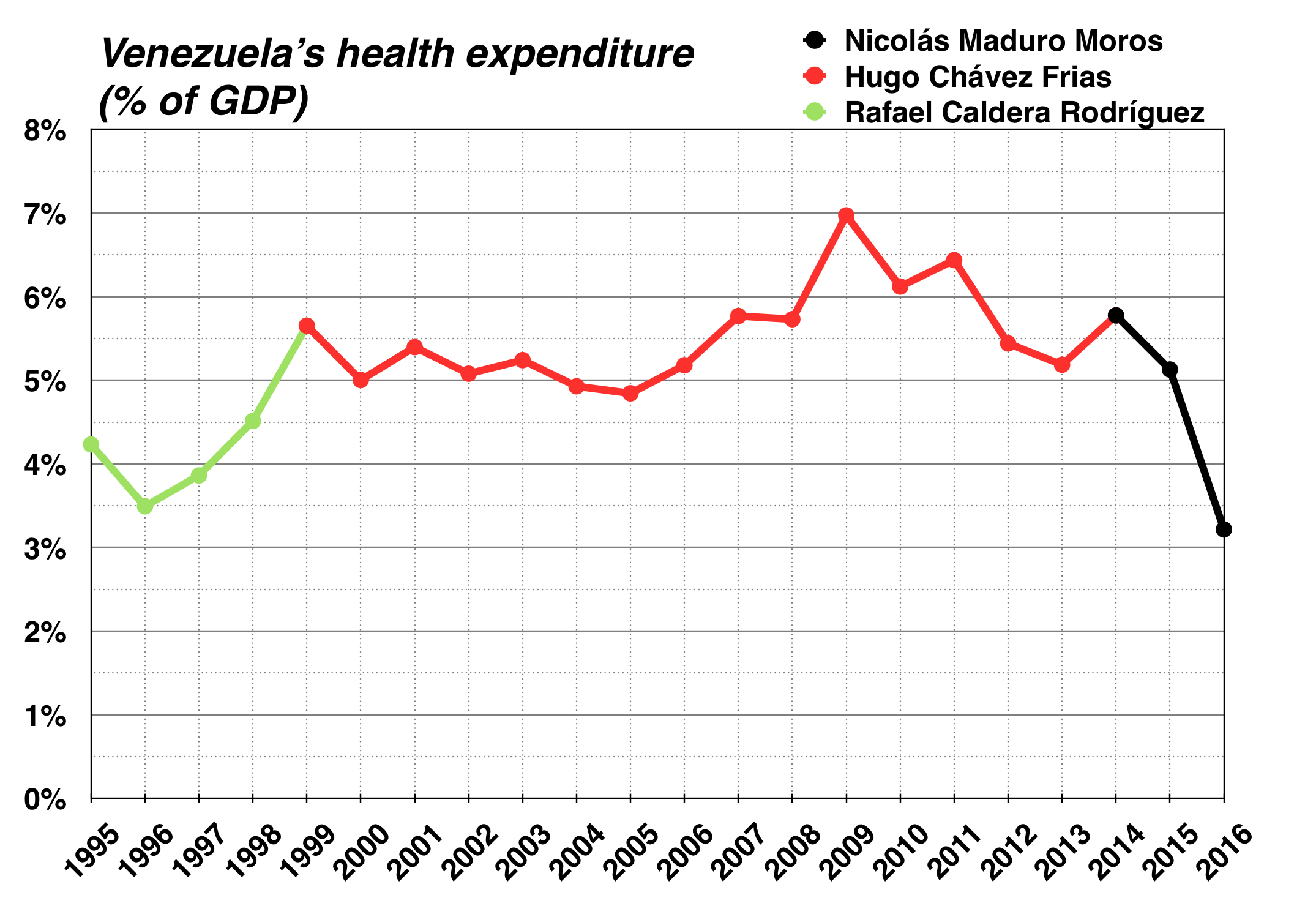
Despesas com saúde por porcentagem do PIB da Venezuela.

Durante a Revolução Bolivariana, o governo passou a oferecer saúde gratuita, com profissionais médicos cubanos prestando auxílio. A falta de foco no setor de saúde e a redução nos investimentos, somadas à corrupção desenfreada, resultaram em mortes evitáveis por conta da grave escassez de insumos e equipamentos médicos e na emigração dos profissionais da área. A dependência da Venezuela de produtos importados e as complicadas taxas de câmbio instauradas por Chávez provocaram crescentes escassezes durante o final dos anos 2000 e na década de 2010, afetando a disponibilidade de remédios e equipamentos médicos. A Associated Press afirma que o governo parou de publicar estatísticas de saúde em 2010. O Ministro da Saúde foi substituído diversas vezes durante o governo Chávez. Segundo um alto funcionário do ministério, os ministros eram usados como bode expiatório sempre que surgiam problemas de saúde pública e alguns deles se enriqueceram vendendo insumos destinados ao setor para terceiros. No início da presidência de Maduro, o governo não conseguia financiar adequadamente os insumos médicos; o presidente da Federação Médica Venezuelana afirmou que 9 em cada 10 grandes hospitais possuíam apenas 7% dos suprimentos necessários, enquanto médicos particulares relataram números “impossíveis” de pacientes morrendo de doenças tratáveis após o agravamento do declínio econômico pós- Chávez. Muitos venezuelanos morreram por causas evitáveis, com profissionais da saúde operando com recursos escassos e métodos obsoletos há décadas. Em fevereiro de 2014, médicos do Hospital Universitário de Caracas suspenderam cirurgias por falta de insumos, mesmo com cerca de 3.000 pessoas necessitando de procedimentos. No início de 2015, apenas 35% das camas hospitalares estavam disponíveis e 50% das salas de cirurgia não funcionavam por falta de recursos. Em março de 2015, uma ONG venezuelana, a Red de Médicos por la Salud, relatou uma escassez de 68% dos insumos cirúrgicos e 70% dos medicamentos em farmácias venezuelanas. Em 2018, a Organização Pan-Americana da Saúde (OPAS) informou que aproximadamente um terço (22.000 de 66.138) dos médicos registrados deixaram a Venezuela a partir de 2014. Rosemary DiCarlo da ONU afirmou que 40% dos profissionais de saúde haviam deixado o país e que os estoques de medicamentos estavam em 20% do necessário. A Federação Médica Venezuelana disse que os médicos abandonavam o sistema público devido à escassez de medicamentos, equipamentos e baixos salários. Em agosto de 2015, a Human Rights Watch afirmou: “Raramente vimos o acesso a medicamentos essenciais deteriorar-se tão rapidamente como na Venezuela, exceto em zonas de guerra”. Em 2015, o governo divulgou que um terço dos pacientes admitidos em hospitais públicos morria. Os medicamentos dos indivíduos que morrem são redistribuídos por esforços locais e familiares, tentando suprir os pacientes sobreviventes. Um estudo com 6.500 domicílios, realizado por três das principais universidades da Venezuela, constatou que “74% da população perdeu, em média, 19 libras em 2016”. Em abril de 2017, o ministério da Saúde venezuelano relatou que a mortalidade materna saltou 65% em 2016 e que o número de óbitos infantis aumentou 30%. Também informou que os casos de malária aumentaram 76%. Logo após a divulgação desses dados pela ministra da Saúde, Antonieta Caporale, e as estatísticas que mostravam aumentos na mortalidade infantil e materna e em doenças infecciosas em 2016, Maduro a destituiu, substituindo-a por um farmacêutico próximo ao vice-presidente Tareck El Aissami, Luis López Chejade. As publicações foram removidas do site do ministério e nenhum dado adicional foi divulgado, embora o governo produzisse boletins de saúde por várias décadas. Em março de 2019, o The Wall Street Journal relatou que “o colapso do sistema de saúde da Venezuela, outrora um dos melhores da América Latina, levou a um aumento nas taxas de mortalidade infantil e materna e ao retorno de doenças raras que haviam sido praticamente erradicadas. Autoridades de saúde afirmam que malária, febre amarela, difteria, dengue e tuberculose estão se espalhando da Venezuela para países vizinhos, à medida que o número de refugiados venezuelanos aumenta nas fronteiras.” A ONU estimou, em 2019, que 2,8 milhões de venezuelanos tinham necessidades médicas, 300 mil estavam em risco de morrer de câncer, diabetes ou HIV por falta de acesso a medicamentos há mais de um ano, e que doenças evitáveis, como difteria, malária, sarampo e tuberculose, estavam em ascensão, juntamente com hepatite A, devido à falta de saneamento e acesso à água. O relatório HRW/Johns Hopkins de abril de 2019 mostrou o aumento de doenças infecciosas e evitáveis, bem como o agravamento da desnutrição, da mortalidade infantil e materna e o subtratamento do HIV. A inflação e a escassez de medicamentos fizeram com que os pacientes fossem solicitados a providenciar seus próprios alimentos, água, sabão e insumos médicos, como bisturis e seringas. Em agosto de 2019, como parte dos esforços regionais para ajudar os migrantes venezuelanos, os Estados Unidos prometeram fornecer milhares de doses de medicamentos contra o HIV para prevenir a disseminação da AIDS e tratar os infectados.

#### Relatório HRW/Johns Hopkins de 2019

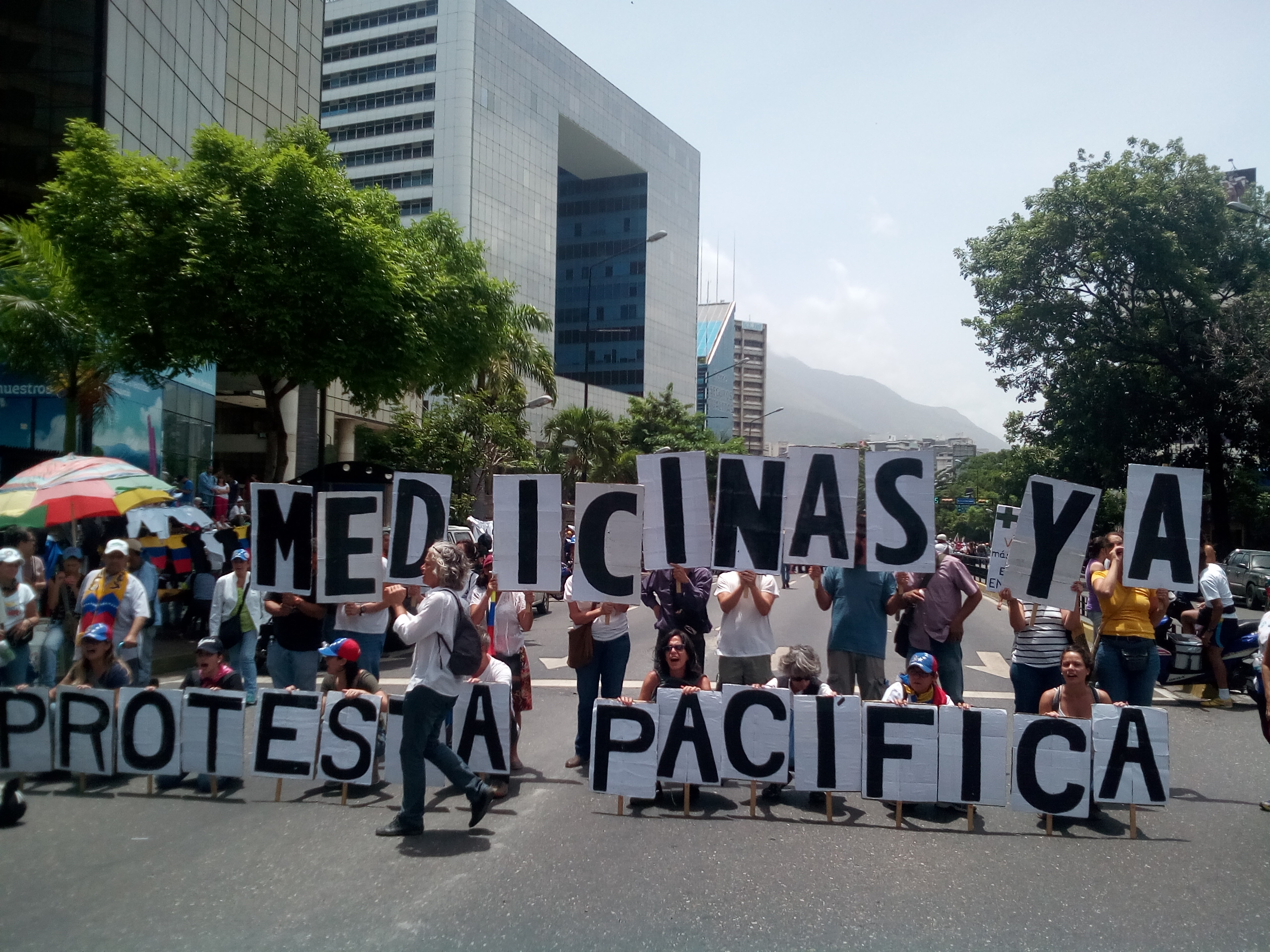
Venezuelanos protestam em 2017 por medicamentos devido à escassez na Venezuela

Em abril de 2019, a Human Rights Watch (HRW) e a Escola Bloomberg de Saúde Pública Johns Hopkins publicaram os resultados de uma pesquisa conjunta, com duração de um ano, no relatório intitulado “Emergência humanitária na Venezuela: É necessária uma resposta da ONU em grande escala para enfrentar as crises de saúde e alimentação”. Combinando dados da Organização Mundial da Saúde (OMS), da OPAS e fontes venezuelanas, o relatório baseou-se em 156 entrevistas com emigrantes venezuelanos na Colômbia e no Brasil, autoridades de organizações de socorro e humanitárias, profissionais de saúde venezuelanos, Também disponível em The Independent. A maioria das entrevistas ocorreu em julho ou agosto de 2018, em visitas de especialistas às cidades fronteiriças de Cúcuta, Colômbia, e Boa Vista ou Pacaraima, Brasil. O The Washington Post afirmou que o relatório “pinta um quadro extremamente sombrio da vida na Venezuela, cujo outrora próspero sistema econômico implodiu devido à má gestão e à corrupção sob Maduro”; ele documenta o aumento das mortes maternas e infantis, a disseminação de doenças evitáveis, a insegurança alimentar e a desnutrição infantil. A HRW declarou que “a combinação de severas escassezes de medicamentos e alimentos ... com a disseminação de doenças ... equivale a uma emergência humanitária complexa que requer uma resposta total do secretário-geral da ONU”. O The Washington Post afirma que o relatório descreve um sistema de saúde em “colapso total”, com doenças evitáveis por vacinação se espalhando e “aumento dramático” de doenças infecciosas que haviam sido erradicadas na Venezuela. A crise econômica na Venezuela teve início por volta de 2010, e a crise de saúde seguiu dois anos depois, agravando-se significativamente em 2017, mas a situação em 2019 “é ainda mais desalentadora do que os pesquisadores esperavam”. Paul Spiegel, MD, editor e revisor do relatório, afirmou que “a Venezuela é um país de renda média com uma infraestrutura anteriormente forte, e ver esse declínio tão acentuado em tão pouco tempo é bastante surpreendente”. Alberto Paniz-Mondolfi, médico em Barquisimeto e membro da Academia Nacional de Medicina da Venezuela, disse ao NPR que o relatório retratou com precisão e abrangência a situação médica do país; acrescentou ter presenciado casos em que não havia sequer cateter para conectar crianças que aparentavam estar desnutridas para terapia intravenosa. Spiegel ressalta que, devido à infraestrutura e aos profissionais treinados na Venezuela, a ajuda pode ser distribuída rapidamente assim que chegar ao país.
Resposta do governo Maduro

Em 16 de maio de 2018, o presidente Maduro afirmou que “tudo [o que foi dito] sobre sarampo e difteria é mentira, nós vacinamos toda a comunidade gratuitamente” e que “no que diz respeito à alimentação, a Venezuela tem políticas únicas, que nos permitiram manter um programa que garante os níveis de alimento necessários para o povo.” Dias depois, a subsecretária de Saúde, Indhriana Parada, discursou na OMS destacando os “resultados” do sistema de saúde venezuelano, afirmando que “na Venezuela não há crise humanitária” e que “o país garante o acesso a medicamentos básicos aos grupos mais vulneráveis por meio de políticas de distribuição.” Quanto à malária, disse que as medidas do governo reduziram a incidência em 50%.
----

"Emergência humanitária na Venezuela: É necessária uma resposta da ONU em grande escala para enfrentar as crises de saúde e alimentação".
O governo Maduro não publica estatísticas de saúde, mas apresenta um retrato otimista do seu sistema de saúde. O The Guardian considerou a resposta de Maduro à crise de saúde como “inadequada”. “Por causa da intransigência do presidente Nicolás Maduro — que culpou as privações por sanções dos EUA e recusou permitir qualquer coisa além de uma entrada tímida de ajuda — a assistência não tem sido entregue com a celeridade necessária.” A Reuters informou que “Maduro diz que não há crise e nem necessidade de ajuda humanitária, culpando as sanções dos EUA pelos problemas econômicos do país.” O ministro das Relações Exteriores, Jorge Arreaza, não respondeu a uma carta solicitando as “visões do governo venezuelano acerca da extensão da crise e das políticas implementadas para enfrentá-la” antes da publicação do relatório HRW/Johns Hopkins. O resumo do relatório da HRW declarou que “as autoridades venezuelanas, durante a presidência de Nicolás Maduro, demonstraram incapacidade de conter a crise, agravando-a ao suprimir informações sobre sua escala e urgência.” A Associated Press afirmou que Maduro “suprime informações” e agrava o problema. José Miguel Vivanco, diretor das Américas na HRW, afirmou que “as autoridades venezuelanas minimizam publicamente e suprimem informações sobre a crise, e perseguem e retalia contra quem coleta dados ou denuncia a realidade no terreno, fazendo muito pouco para mitigá-la.” O relatório relata ainda que “muitos analistas argumentam que as próprias políticas do governo contribuíram para a crise econômica ... Contudo, sob a presidência de Nicolás Maduro, as autoridades venezuelanas negaram a existência da crise, ocultaram estatísticas e dados de saúde, perseguiram profissionais que denunciaram a situação e dificultaram a chegada de assistência humanitária adequada à população. Por meio dessas práticas, as autoridades contribuíram para o agravamento da crise humanitária documentada neste relatório.” O Pacto Internacional sobre Direitos Econômicos, Sociais e Culturais (ICESCR), tratado do qual a Venezuela é signatária, compromete seus países-partes com “o gozo do mais alto padrão possível de saúde física e mental” e com o direito a um “nível de vida adequado” e “alimentação adequada”. A Constituição da Venezuela garante o direito à saúde. O relatório HRW/Johns Hopkins concluiu que, diante do agravamento das condições de saúde, a supressão de informações e as ações contra os que denunciam a crise “configuram violação das obrigações da Venezuela de respeitar, proteger e garantir o direito à saúde”, garantido pelo ICESCR e pela sua Constituição.
Após o relatório HRW/Johns Hopkins de abril e anúncios da ONU sobre a dimensão da crise humanitária, somados à crescente pressão internacional, Maduro se reuniu com a Cruz Vermelha, que anunciou que triplicaria seu orçamento de ajuda à Venezuela. Essa ajuda concentrar-se-á em quatro áreas: crise migratória, colapso do sistema de saúde, água e saneamento, e prisões e centros de detenção. Maduro, pela primeira vez, indicou que estaria disposto a aceitar ajuda internacional—embora negue a existência de uma crise humanitária. O The Wall Street Journal afirmou que a aceitação de remessas humanitárias por Maduro foi seu primeiro reconhecimento de que a Venezuela “está sofrendo um colapso econômico”. O The Guardian informou que a postura de Maduro amoleceu diante da pressão crescente. Juan Guaidó afirmou que a aceitação da ajuda humanitária foi “resultado de nossa pressão e insistência”, e convocou os venezuelanos a “permanecer vigilantes para que a ajuda que chega não seja desviada para fins 'corruptos'”.

#### Doenças infecciosas e evitáveis

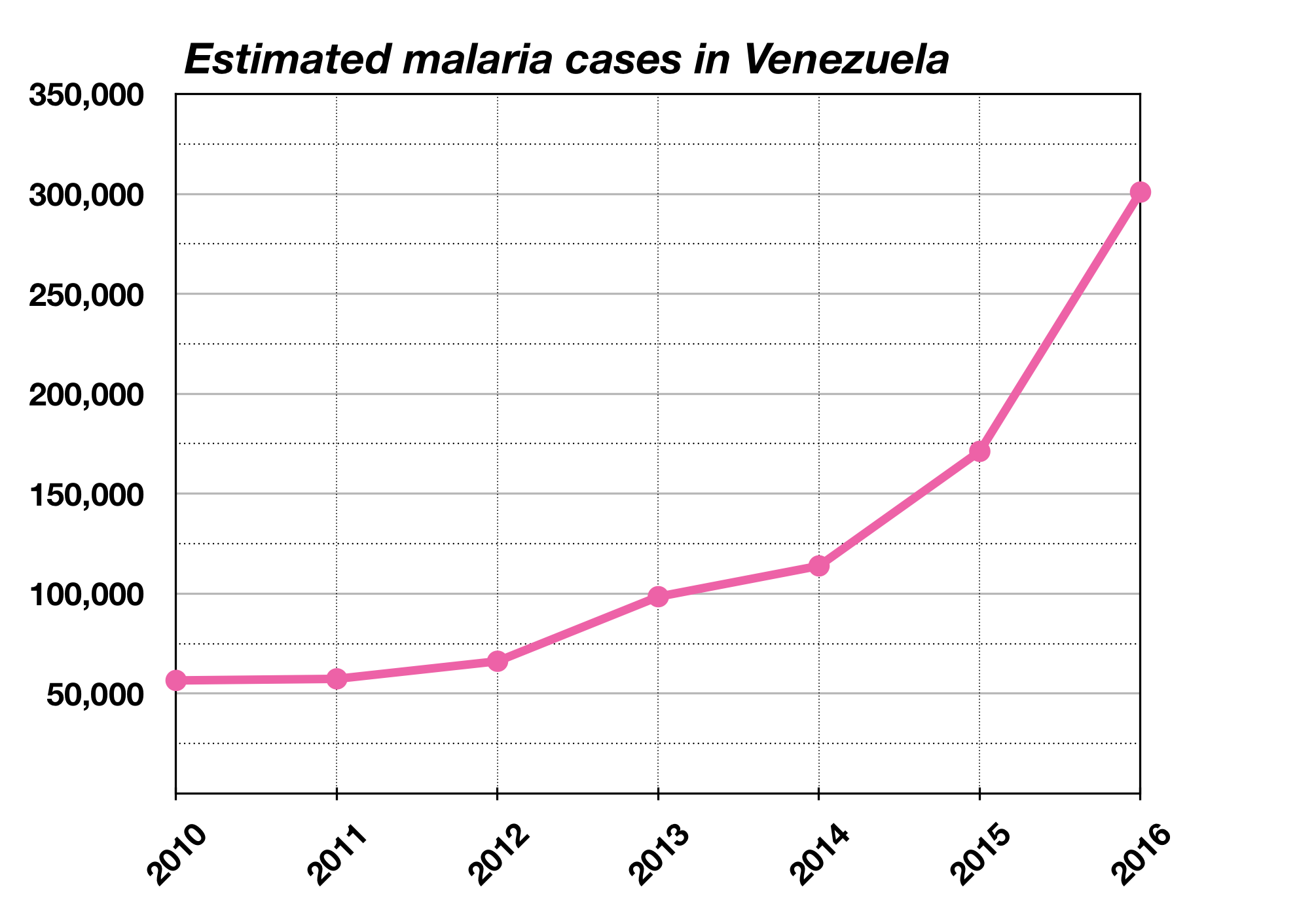
De menos de 36.000 casos em 2009 para 414.000 casos de malária na Venezuela em 2017.

Em 1961, a Venezuela foi o primeiro país declarado livre de malária. Em 2009, a OMS informou que havia menos de 36.000 casos de malária no país. Em 2013, a Venezuela registrou um novo recorde de casos de malária em 50 anos e, em 2014, foi o único país da América Latina com incidência crescente da doença, supostamente em parte devido à mineração ilegal; a escassez de insumos dificultava o tratamento. Em 2016, o programa de prevenção da malária entrou em colapso, e havia mais de 100 mil casos anuais. Em 2017, a OMS confirmou 414 mil casos de malária na Venezuela. Outras doenças evitáveis, que “eram raras ou inexistentes antes da crise econômica, ressurgiram”, como difteria, sarampo e tuberculose. “A Venezuela não registrou um único caso de difteria entre 2006 e 2015”; segundo o relatório HRW/Johns Hopkins, desde meados de 2016, 1.500 dos 2.500 casos suspeitos foram confirmados. Entre 2008 e 2015, houve apenas um caso registrado de sarampo, em 2012; desde junho de 2017, 6.200 dos 9.300 casos relatados foram confirmados. A maior taxa de tuberculose em quatro décadas foi alcançada em 2017. Em 2014, foram relatados 6.000 casos de tuberculose; dados preliminares indicam mais de 13.000 casos em 2017. Em 2014, a escassez de medicamentos antirretroviral para tratar o HIV/AIDS afetou cerca de 50.000 venezuelanos, podendo levar milhares de portadores de HIV a desenvolver AIDS. Em 2018, a OPAS estimou que 90% dos venezuelanos portadores de HIV registrados—69.308 dos 79.467 registrados—não estavam recebendo tratamento antirretroviral. O relatório da OPAS estimou que, em seis anos, os novos casos de HIV cresceram 24% até 2016, após o que o governo parou de fornecer dados. O NPR relatou: “As novas infecções por HIV e as mortes relacionadas à AIDS aumentaram acentuadamente, em grande parte porque a vasta maioria dos venezuelanos com HIV já não tem acesso a medicamentos antirretrovirais.” Devido à escassez de kits para teste de HIV, pode haver mais pessoas infectadas sem conhecimento. O relatório HRW/Johns Hopkins afirma: “A Venezuela é o único país no mundo onde um grande número de indivíduos vivendo com HIV foi forçado a interromper o tratamento devido à indisponibilidade de medicamentos antirretrovirais (ARV).”
No final de 2014, venezuelanos passaram a relatar que, devido à escassez de medicamentos, era difícil encontrar acetaminofeno para amenizar os sintomas do recém-introduzido vírus chikungunya, uma doença potencialmente letal transmitida por mosquitos. Em setembro de 2014, o governo venezuelano afirmou que 400 venezuelanos estavam infectados com chikungunya; a Universidade Central da Venezuela afirmou que poderiam haver entre 65.000 e 117.000 venezuelanos infectados. Em agosto de 2015, monitores independentes de saúde informaram que mais de dois milhões de pessoas estavam infectadas com chikungunya, enquanto o governo dizia haver 36.000 casos.

##### Pandemia de COVID-19
Como resultado da pandemia de COVID-19, que atingiu a Venezuela em março de 2020, os custos de serviços como internet e telefonia aumentaram entre 80% e 749%, limitando ainda mais o acesso a esses serviços. Escassez de leitos e equipamentos médicos essenciais, como luvas de látex e antibióticos, reduziram severamente a capacidade da infraestrutura médica do país. Em abril de 2020, o governo venezuelano solicitou ao Bank of England a venda de US$ 1,02 bilhão das reservas de ouro venezuelanas mantidas pelo banco para financiar sua resposta à pandemia de COVID-19. Em 14 de maio, o Banco Central da Venezuela (BCV) apresentou uma reclamação legal pedindo que o Bank of England repassasse os recursos da venda do ouro ao Programa das Nações Unidas para o Desenvolvimento, para a compra de equipamentos de saúde, remédios e alimentos destinados a enfrentar a “emergência COVID-19”. O Foreign, Commonwealth and Development Office britânico havia, anteriormente, atendido a um pedido da administração Trump para bloquear a liberação do ouro venezuelano. Em julho de 2020, o UK High Court decidiu que o ouro não poderia ser liberado para o BCV porque o governo britânico reconhecia Juan Guaidó como “presidente interino constitucional da Venezuela”. Entretanto, em outubro de 2020, um tribunal de recursos reverteu essa decisão e pediu ao Foreign Office que esclarecesse quem reconhecia como presidente da Venezuela. O The Guardian escreveu que a posição do governo do Reino Unido era incerta, pois “mantém relações consulares e diplomáticas plenas com o governo venezuelano”.

#### Mulheres, mortalidade materna e infantil
Em 2016, a mortalidade infantil aumentou 30% em um ano, atingindo 11.466 óbitos de crianças com menos de um ano. Em 2019, a ONU relatou que a mortalidade infantil “disparou”. “A Venezuela é o único país da América do Sul onde a mortalidade infantil voltou aos níveis vistos nos anos 1990”, segundo o relatório HRW/Johns Hopkins. A mortalidade materna também aumentou 65% em um ano, chegando a 756 óbitos. O aborto é ilegal na Venezuela; O diretor de uma grande clínica de planejamento familiar venezuelana indicou que mais mulheres estão recorrendo à esterilização permanente e que muitas apresentam “complicações decorrentes de abortos clandestinos”. Uma das causas, de acordo com a Associação Venezuelana para a Educação Sexual Alternativa, é a grave escassez de contraceptivos orais, injetáveis e de dispositivo intrauterino. O relatório HRW/Johns Hopkins afirma que mais de 454.000 mulheres venezuelanas que emigraram para a Colômbia enfrentam “ameaças de exploração sexual e abuso, tráfico e violações dos direitos sexuais e reprodutivos”; a violência de gênero representou mais de 12% dos eventos de saúde em 2018, e mulheres indígenas podem estar em maior risco. Mulheres venezuelanas que emigraram estão suscetíveis a se tornarem alvos de tráfico sexual praticamente em qualquer lugar para onde fujam. Casos de tráfico no Peru, Estados Unidos, Espanha e Colômbia apontam os números mais altos.

##### Gravidez e maternidade
Devido à falta de insumos médicos, alimentos e assistência em hospitais venezuelanos, muitas gestantes atravessam a fronteira para países vizinhos para dar à luz. A falta de medicamentos e equipamentos básicos causa mortes evitáveis, e o parto tornou-se de alto risco para as mulheres, sobretudo pela inexistência de bancos de sangue para casos de hemorragia excessiva. Os hospitais frequentemente enfrentam quedas de energia e água, e apenas 7% dos serviços de emergência estão totalmente operacionais. A mortalidade materna estimou-se ter aumentado 65% entre 2013 e 2016, e abortos inseguros contribuíram para 20% das mortes maternas evitáveis. Segundo a Anistia Internacional, as causas do aumento nas mortes maternas incluem a falta de pessoal médico e insumos, como anticoagulantes, cremes para cicatrização, analgésicos, antibióticos, antissépticos e outros equipamentos.

##### Apatridia
Cúcuta, cidade na fronteira entre Colômbia e Venezuela, recebeu 14.000 pacientes venezuelanos no Hospital Universitário Erasmo Meoz desde 2016 e espera receber ainda mais. Nesse hospital, 75% dos recém-nascidos nos primeiros dois meses de 2019 eram venezuelanos. A situação pressionou o orçamento desses hospitais, colocando o Erasmo Meoz a 14 milhões de dólares de dívida. Embora a Colômbia seja a mais impactada, por compartilhar fronteira, mulheres também viajam para o Brasil para dar à luz. O número de nascimentos de bebês venezuelanos atendidos em Boa Vista, Roraima aumentou de 700 em 2014 para 50.000 em 2017. Gestantes venezuelanas também fugiram para a Colômbia e Equador. Para a cidadania colombiana é necessário que os cidadãos sejam filhos de pelo menos um pai colombiano ou que os pais estrangeiros cumpram os requisitos de residência e sejam elegíveis à cidadania. Devido ao influxo de bebês venezuelanos nascidos na Colômbia e à impossibilidade do governo venezuelano de emitir cidadania, a Colômbia instituiu uma medida que concede cidadania colombiana a esses recém-nascidos para evitar a apatridia.

#### Saúde mental
Após a Revolução Bolivariana, a taxa de suicídio entre venezuelanos quadruplicou ao longo de duas décadas, com centenas de milhares de mortes por suicídio, conforme o Observatório Venezuelano de Violência. Os fatores de estresse decorrentes da crise – encargos econômicos, fome e solidão pela emigração de parentes – têm impulsionado o suicídio. Em 2015, preocupações com escassezes e inflação superaram a violência como principal temor dos venezuelanos, conforme apurou a Datanálisis. O executivo da empresa, Luis Vicente Leon, afirmou que os venezuelanos passaram a se preocupar mais com as dificuldades de acesso aos produtos escassos. Eldar Shafir, cientista comportamental americano, disse que a “obsessão” psicológica em encontrar produtos raros na Venezuela deve-se ao fato de sua raridade torná-los “preciosos”. Em 2016, repórteres do The New York Times visitaram seis alas psiquiátricas na Venezuela a convite de médicos; todos relataram escassez de remédios e até de alimentos. Na investigação, informaram que o Hospital El Pampero não contava com psiquiatra há dois anos, tendo água corrente apenas por algumas horas diárias, e sofriam com a falta de itens básicos de higiene e limpeza, como sabão, xampu, pasta de dente e papel higiênico. Enfermeiros afirmaram que, sem sedativos, precisavam imobilizar pacientes ou confiná-los em celas de isolamento para evitar autoagressões. Os repórteres também observaram que o governo negava que os hospitais públicos sofressem escassez e recusava ofertas de ajuda médica internacional. Apesar da ameaça de protestos violentos, a crise econômica afetou mais as crianças do que a violência. Abel Saraiba, psicólogo da organização de direitos infantis Cecodap, disse em 2017 que “crianças, desde muito cedo, precisam pensar em como sobreviver”, e que metade de seus jovens atendidos necessitava de tratamento devido à crise. Crianças frequentemente são forçadas a ficar em filas por comida ou a mendigar com seus pais, e os brincos giram em torno de buscar alimento. O psicólogo da Friends of the Child Foundation, Ninoska Zambrano, disse que crianças estão oferecendo serviços sexuais em troca de alimento. Zambrano afirmou que “famílias estão fazendo coisas que não só as levam a quebrar fisicamente, mas que, de modo geral, estão nos quebrando moralmente”. Em 2017, o suicídio aumentou 67% entre os idosos e 18% entre os menores; em 2018, surgiram relatos de um rápido aumento da taxa de suicídio devido aos fatores de estresse da crise.

#### Assistência médica e eleições
O Mission Barrio Adentro foi um programa estabelecido por Chávez para levar assistência médica aos bairros pobres, com profissionais cubanos enviados à Venezuela em troca de petróleo. Em 2019, o The New York Times entrevistou dezesseis profissionais médicos cubanos que haviam trabalhado no Barrio Adentro antes das eleições presidenciais de 2018; todos relataram que foram obrigados a participar de fraudes eleitorais. Alguns dos cubanos relataram que “centros de comando” para as eleições foram instalados próximos às clínicas para facilitar o envio de médicos com a finalidade de pressionar os residentes. Relataram ainda que seus serviços como profissionais de saúde foram utilizados para assegurar votos ao Partido Socialista, muitas vezes por meio de coerção; diante da escassez de insumos e medicamentos, foram instruídos a reter tratamentos – mesmo em emergências – para que os mesmos fossem distribuídos mais próximo da eleição, parte de uma estratégia nacional para compelir os eleitores a votar no governo. Pacientes foram alertados de que poderiam perder o atendimento médico caso não votassem pelo partido socialista, e que, se Maduro perdesse, os laços com Cuba seriam rompidos e os venezuelanos perderiam toda a assistência médica.

#### Habitação

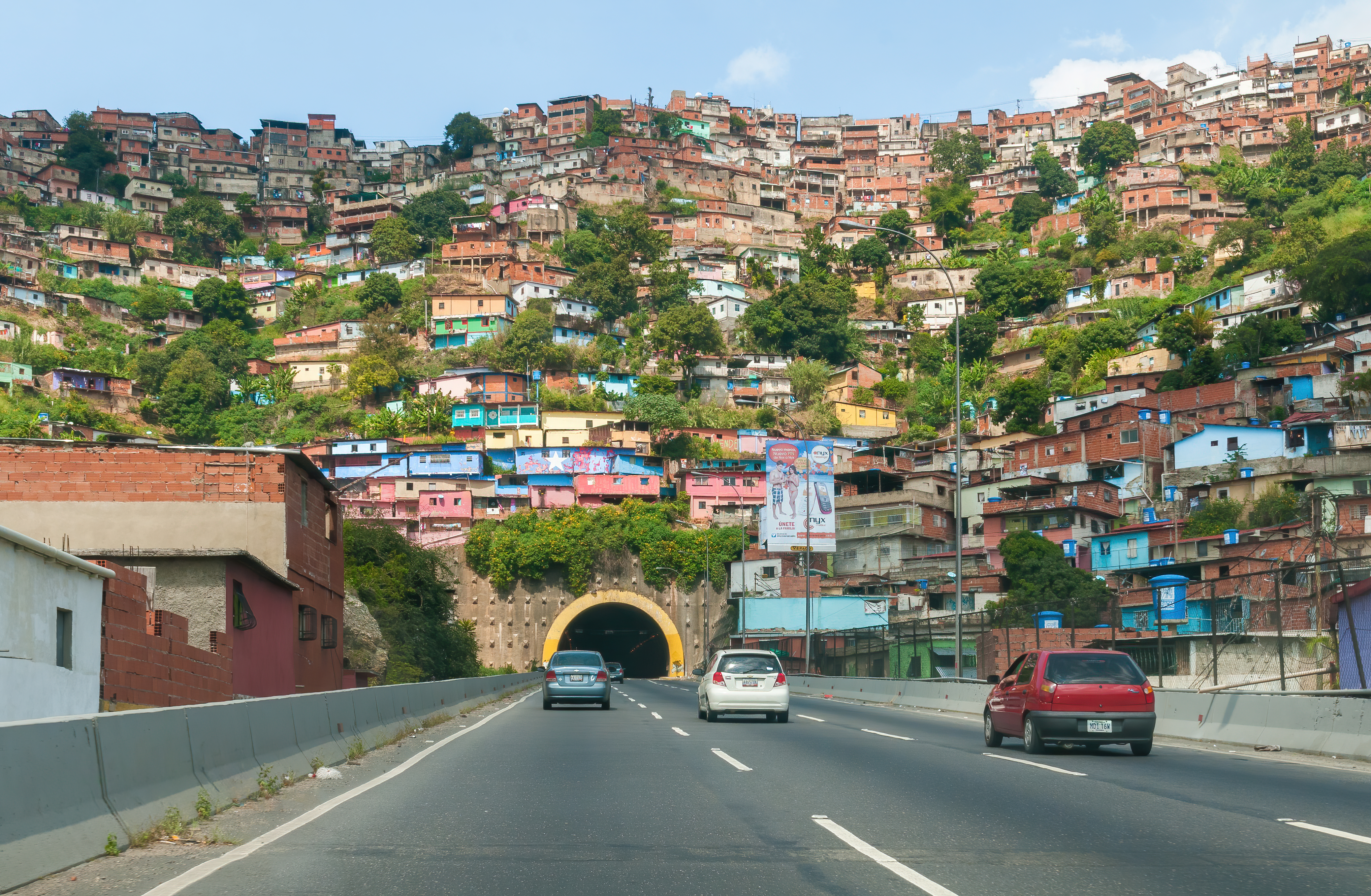
Favelas em Caracas vistas acima do túnel El Paraíso.

Desde meados dos anos 2000, durante a presidência de Chávez, a Venezuela enfrenta uma crise habitacional. Em 2005, a Câmara de Construção venezuelana (CVC) estimou uma escassez de 1,6 milhões de moradias, com apenas 10.000 das 120.000 casas prometidas sendo construídas pelo governo de Chávez, apesar dos bilhões de dólares investidos. Venezuelanos de baixa renda tentaram construir suas próprias moradias, apesar dos riscos estruturais. Em 2011, a escassez habitacional atingiu 2 milhões de casas, com quase vinte empreendimentos de alto padrão sendo ocupados por invasores após o chamado de Chávez para que os pobres ocupassem “terras sem uso”. Até 2011, apenas 500.000 casas foram construídas durante o governo Chávez, com mais de dois terços dos novos empreendimentos sendo realizados por empresas privadas; o governo construiu aproximadamente a mesma quantidade de moradias que administrações anteriores. A crise habitacional agravou-se com a paralisação da construção privada, motivada pelo temor de expropriações e pela incapacidade governamental de construir moradias. O urbanista e autor Mike Davis afirmou, em julho de 2011, ao The Guardian, que “apesar da retórica oficial, o regime bolivariano não promoveu uma redistribuição séria de riqueza nas cidades, e as receitas do petróleo são consumidas por tantos outros programas e subsídios que não sobra espaço para a construção de novas moradias”. Em 2012, a escassez de materiais de construção também prejudicou as obras, com a produção de metal no nível mais baixo em 16 anos. Ao final da presidência de Chávez, em 2013, o número de venezuelanos em moradias inadequadas havia aumentado para 3 milhões. Sob o governo de Maduro, a escassez habitacional continuou a se agravar. Em 2014, Maduro anunciou que, devido à escassez de aço, carros abandonados e outros veículos seriam adquiridos pelo governo e fundidos para fornecer vergalhões para a construção. Em abril de 2014, Maduro decretou que venezuelanos que possuíssem três ou mais imóveis para aluguel seriam obrigados a vendê-los a um preço fixo ou enfrentariam multas ou a tomada de seus bens pelo governo. Em 2016, moradores de habitações fornecidas pelo governo, geralmente apoiadores do regime, começaram a protestar devido à falta de serviços e alimentos.

## Social

### Corrupção
A corrupção é alta na Venezuela, segundo o Transparency International e seu Índice de Percepção da Corrupção. Embora seja difícil medir com precisão, em 2018 a Transparency International colocou a Venezuela entre os 13 países mais corruptos de 180 avaliados, empatada com o Iraque e à frente de Afeganistão, Burundi, Guiné Equatorial, Guiné, Coreia do Norte, Líbia, Somália, Sudão do Sul, Sudão, Síria e Iémen. Uma pesquisa de 2016 constatou que 73% dos venezuelanos acreditavam que sua polícia era corrupta. O relatório de 2018 do Latinobarómetro apontou que 65% dos venezuelanos acreditavam que seu presidente estava envolvido em corrupção, e 64% afirmavam que os funcionários públicos também eram corruptos. O descontentamento com a corrupção foi citado por grupos alinhados à oposição como uma das razões dos protestos venezuelanos de 2014. Um país outrora próspero, a economia venezuelana foi arrastada para uma crise política e econômica pela corrupção e má gestão.

### Crime

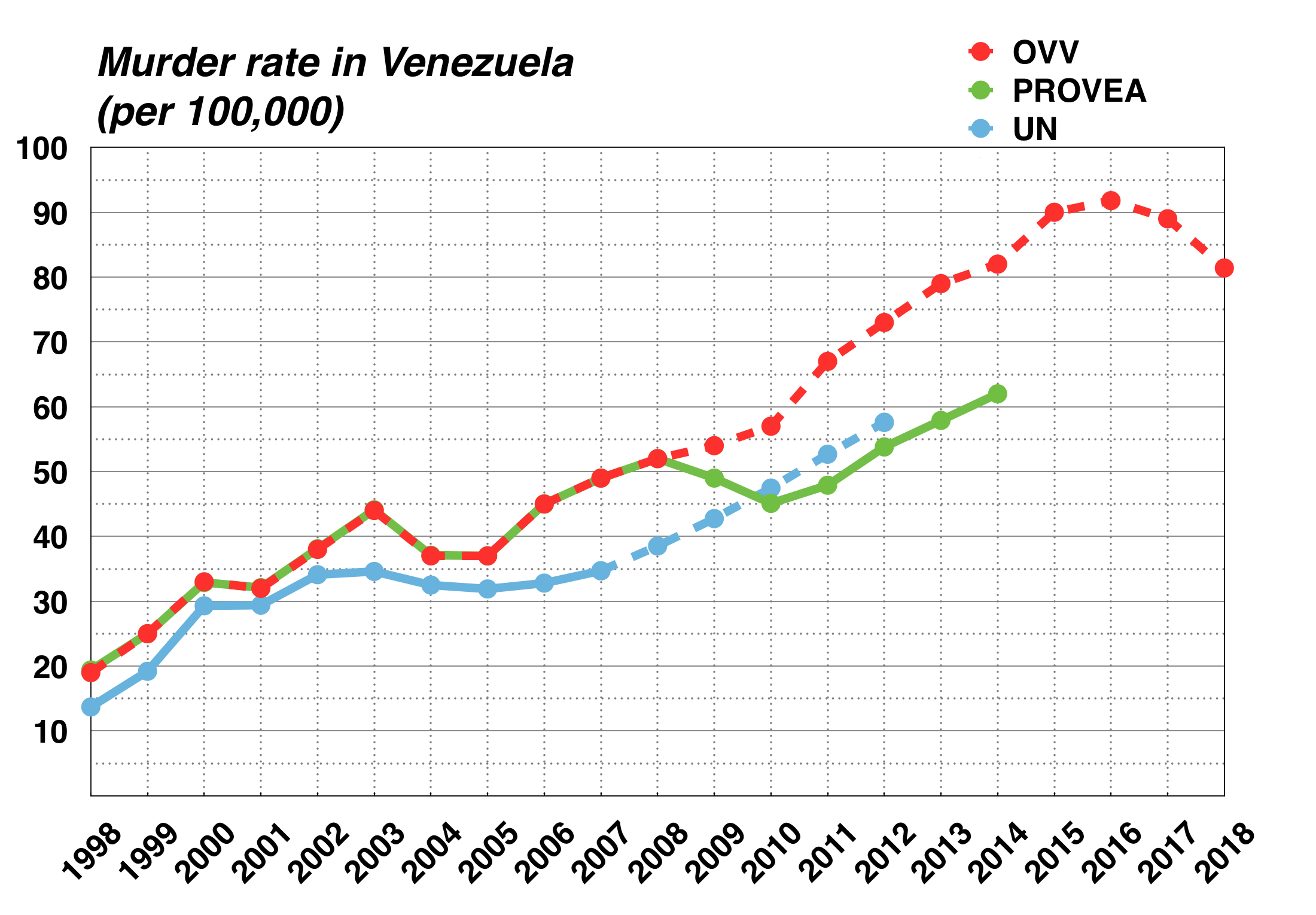
Número de sequestros na Venezuela de 1989 a 2011.
Fonte: CICPC
Nota: Sequestros relâmpago podem não estar incluídos nos dados.

O nível de violência, especialmente homicídios, é uma das maiores preocupações dos venezuelanos durante a crise. Em 2017, a Venezuela apresentava, por várias medidas, a maior taxa de crimes violentos do mundo, com poucos casos sendo processados. Segundo o InSight Crime, a crise foi “frequentemente encoberta pela relutância do governo em divulgar estatísticas sobre o crime”. O The New Yorker relatou que até escadas de um hospital público não eram seguras, com ladrões se aproveitando de funcionários e pacientes, enquanto a polícia, designada para conter jornalistas, supostamente colaborava com os criminosos, ficando com parte do que era roubado. De acordo com o Bureau of Diplomatic Security dos EUA, a violência de gangues de rua, policiais mal pagos e corruptos, um sistema judicial ineficiente e politizado, um sistema prisional problemático e a disseminação de armas são fatores que alimentam a criminalidade, com homicídios sendo o crime mais frequente. Esse órgão informou que, em 2018, ocorriam 73 mortes violentas diárias, enquanto o governo, que afirmou 60 homicídios diários em 2016 e 45 em 2015, é amplamente contestado por observadores independentes. Para 2015, o governo declarou uma taxa de 70,1 homicídios por 100.000 habitantes, enquanto o Observatório Venezolano de Violência (OVV) apontou 91,8 homicídios por 100.000 habitantes. Segundo o World Bank, a taxa de homicídios em 2016 foi de 56 por 100.000, posicionando a Venezuela em terceiro lugar, depois de El Salvador e Honduras. Dados do OVV indicam 23.047 homicídios em 2018, o que equivale a 81,4 por 100.000 habitantes, atribuindo a queda à emigração. Em 2019, a taxa caiu ainda mais, para 60,3. Segundo o Los Angeles Times, grupos de assalto a carros armam emboscadas, deixando para trás vestígios de violência e até partes de corpos, enquanto tanto pobres quanto pessoas de classes média e alta, inclusive policiais e militares, são vítimas. A Venezuela liderava o mundo nas taxas de homicídio intencional, com 81 por 100.000 pessoas mortas em 2018, sendo o terceiro país mais violento.
Como resposta à alta criminalidade, o governo venezuelano proibiu a posse privada de armas por alguns indivíduos em 2012. El País informou em 2014 que Chávez, anos antes, designou os colectivos como “a ala armada da Revolução Bolivariana”, fornecendo-lhes armas, sistemas de comunicação, motocicletas e equipamentos de vigilância para atuar em áreas de Caracas onde a polícia é proibida de entrar. Em 2006, eles passaram a receber armas e recursos do Estado quando foram incorporados aos conselhos comunitários do governo. Em 2011, Chávez extinguiu a Polícia Metropolitana, transferindo a segurança para os colectivos em alguns bairros de Caracas. Alguns dos armamentos fornecidos aos grupos incluem fuzil de assalto, submetralhadoras e granadas.

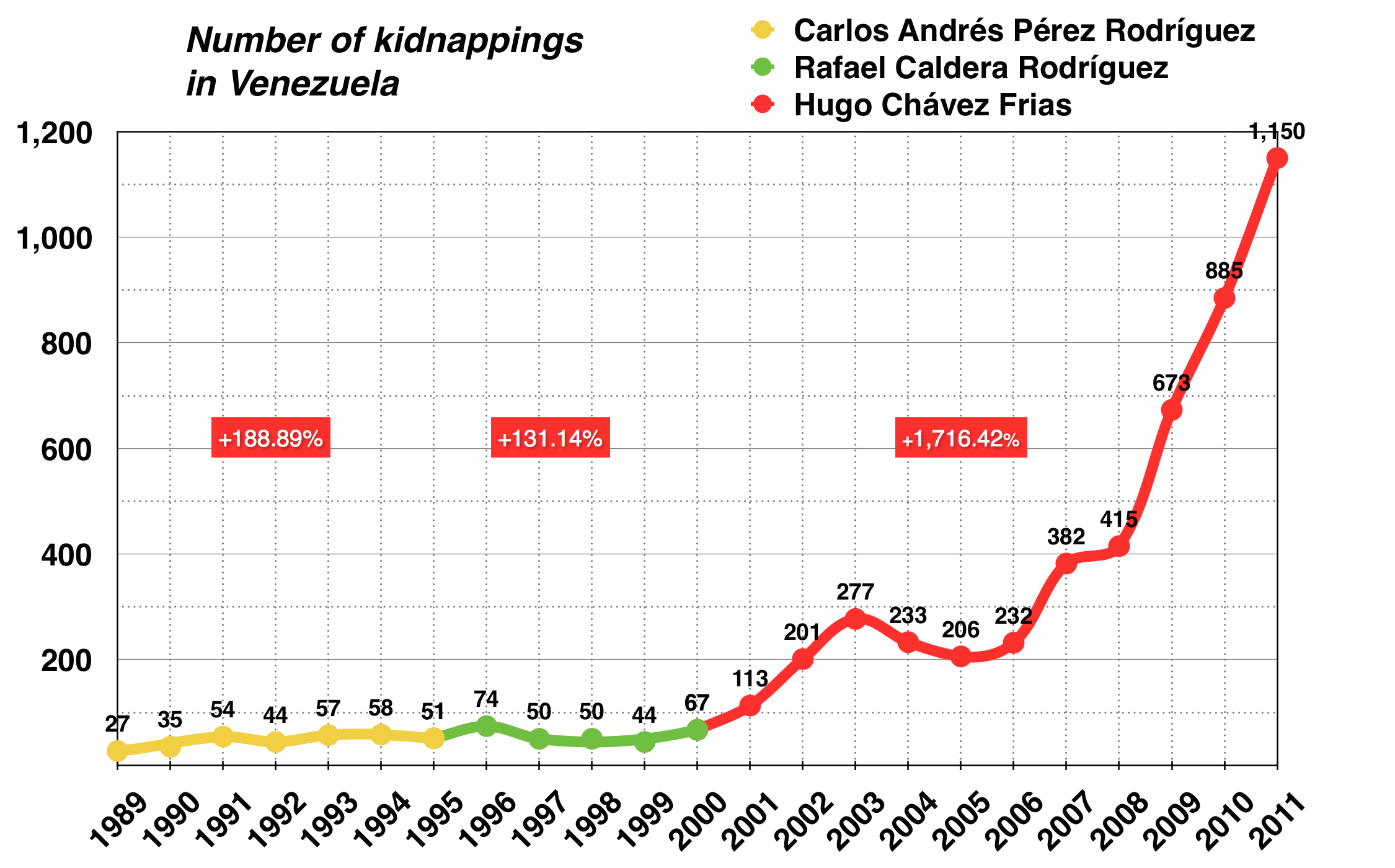
Número de sequestros na Venezuela 1989–2011.Fonte: CICPC

Durante os protestos de 2014 contra Maduro, os colectivos agiram contra os manifestantes da oposição. À medida que a crise se intensificava, gangues armadas passaram a controlar cidades. A Associação Civil para o Controle Cidadão afirmou que mais da metade dos mortos durante os protestos foram assassinados por colectivos. A Human Rights Watch descreveu os colectivos como “gangues armadas que usam a violência impunemente” para assediar opositores do governo. A Amnesty International chama-os de “apoiadores armados do governo que são tolerados ou apoiados pelas autoridades”. Durante os apagões na Venezuela, em março de 2019, Maduro convocou as gangues paramilitares, afirmando: “Chegou a hora da resistência ativa”. À medida que os apagões continuaram, em 31 de março, cidadãos protestaram pela falta de energia e água em Caracas e outras cidades; Maduro convocou novamente os colectivos, pedindo que “defendessem a paz de cada bairro, de cada quarteirão”. Vídeos circularam nas redes sociais mostrando colectivos ameaçando manifestantes e atirando nas ruas; Dois manifestantes foram baleados.
Não há dados confiáveis sobre sequestros na Venezuela, e os dados disponíveis são considerados abaixo da realidade; é ilegal pagar resgate, e, segundo criminologistas, pelo menos 80% dos sequestros não são reportados por medo de retaliação ou para que os familiares possam negociar sem acionar as autoridades. Os dados disponíveis subestimam a quantidade de sequestro relâmpago, onde as vítimas geralmente são libertadas em menos de dois dias após o pagamento. A maioria das vítimas de sequestro relâmpago é libertada, mas em 2016 18 pessoas foram mortas. Pelo menos 80% dos sequestros ocorrem em área restrita a Caracas e ao Estado Miranda. Nesses locais, o governo criou “zonas de paz” onde a polícia oficial se retirou e as gangues assumiram o controle; especialistas afirmam que o governo armou esses grupos, os quais controlam grandes territórios, financiados por extorsões e pelo tráfico de drogas. A mineração ilegal cria poças de água parada que favorecem a reprodução de mosquitos, contribuindo parcialmente para o aumento da malária na Venezuela.
A taxa de homicídios na Venezuela também diminuiu significativamente entre 2017 e 2019. Em 2018, a taxa de homicídios—descrita como a mais alta do mundo—começou a cair para 81,4 por 100.000 habitantes, com o Observatório Venezolano de Violência atribuindo essa tendência à emigração de milhões de venezuelanos. Em 2019, a taxa caiu para 60,3.

### Direitos humanos

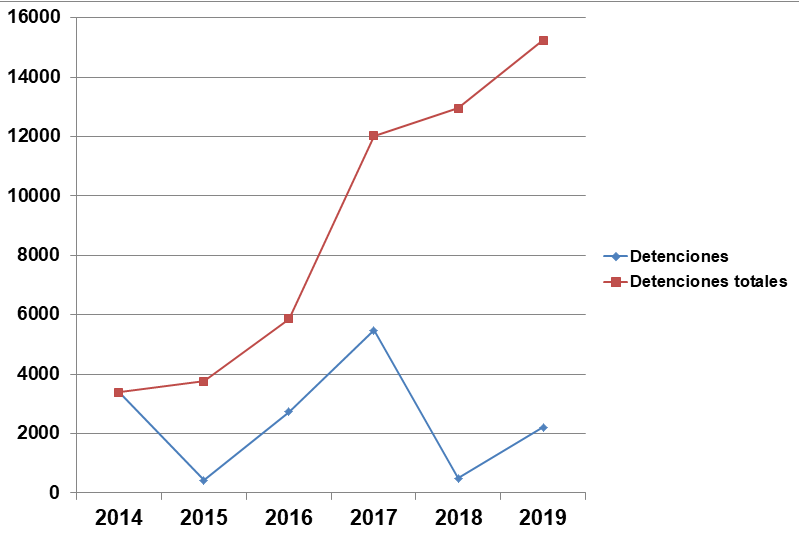
Detenções arbitrárias na Venezuela entre 2014 e 2019, segundo o Foro Penal. Prisões por ano em azul e total de prisões em vermelho

A repressão e as detenções motivadas politicamente aumentaram a níveis recordes em 2019. O Foro Penal aponta que a Venezuela possui pelo menos 900 presos políticos em abril de 2019, com muitas detenções ocorrendo por períodos superiores a 48 horas e em condições precárias, envolvendo casos de “abuso sexual, estrangulamento com sacos plásticos e uso de lâminas para cortar os pés dos detidos”. Nos três primeiros meses de 2019, segundo o Foro Penal, 1.712 pessoas foram presas, e cerca de dois terços ficaram detidas por mais de 48 horas. Maduro classifica os presos como membros de “grupos terroristas” e afirma que seu governo não hesitará em interná-los. Exemplos de detenções “puramente políticas” incluem os casos de Juan Requesens e Roberto Marrero, segundo seus advogados. Um número cada vez maior de detidos é composto por trabalhadores, motivados a protestar pela crise.
O relatório final publicado aborda execuções extrajudiciais, tortura, desaparecimento forçados e outras violações dos direitos humanos supostamente cometidas pelas forças de segurança venezuelanas nos últimos anos. Michelle Bachelet expressou preocupação com o número “surpreendentemente alto” de execuções extrajudiciais e pediu a dissolução das FAES. Segundo o relatório, 1.569 casos de execuções decorrentes de “resistência à autoridade” foram registrados de 1 de janeiro a 19 de março. Outras 52 mortes ocorridas durante os protestos de 2019 foram atribuídas aos colectivos. O relatório também detalha como o governo “buscou neutralizar, reprimir e criminalizar os opositores políticos e os críticos do governo” desde 2016.
Em 16 de setembro de 2020, a Missão de Apuração de Fatos da ONU na Venezuela acusou o governo Maduro de crimes contra a humanidade.
Em 15 de fevereiro de 2024, o governo Maduro fechou o escritório do Alto Comissariado das Nações Unidas para os Direitos Humanos em Caracas, após o Comissário Volker Türk condenar a detenção da ativista Rocío San Miguel, exigindo “sua imediata liberação e respeito ao seu direito à defesa legal”. O governo expulsou os funcionários da ONU, com prazo de 72 horas para que deixassem o país.

### Emigração
O êxodo de milhões de venezuelanos empobrecidos tem sido descrito como “um risco para toda a região”. Milhões de venezuelanos emigraram voluntariamente durante as presidências de Chávez e Maduro. A crise teve início durante a administração Chávez, mas se acentuou na gestão Maduro. A emigração foi motivada pelo colapso econômico, pelo aumento do controle estatal na economia, altos índices de criminalidade, inflação elevada, incerteza e pela falta de perspectivas de mudança de governo. O Grupo PGA estima que mais de 1,5 milhão de venezuelanos emigraram entre 1999 e 2014; aproximadamente 1,8 milhão deixaram o país em dez anos até 2015. A ONU informou que, no início de 2018, cerca de 5.000 venezuelanos saíam do país diariamente. Em fevereiro de 2019, a ONU estimou que 3,4 milhões de venezuelanos já haviam emigrado, e que mais 1,9 milhão poderiam sair ainda em 2019. A ONU estima que 2,7 milhões foram para o Caribe e América Latina. A maioria dos emigrantes se dirige para a Colômbia; estimam-se 1,1 milhão para lá, 506 mil para o Peru, 288 mil para o Chile, 221 mil para o Equador, 130 mil para a Argentina e 96 mil para o Brasil. Isso contrasta com a alta taxa de imigração que a Venezuela apresentava no século XX. O embaixador dos EUA na Colômbia, Kevin Whitaker, afirmou que “centenas de milhares de colombianos migraram para a Venezuela nas décadas de 1960, 1970 e 1980, quando a Venezuela era um país rico e a Colômbia não tanto. Agora, mais de 1 milhão de venezuelanos, muitos desde 2015, vivem na Colômbia.”
Quem sai a pé é conhecido como los caminantes; a caminhada até Bogotá, Colômbia, tem cerca de 350 milhas (560 km), e alguns percorrem centenas de quilômetros até o Equador ou Peru. Alba Pereira, que ajuda a alimentar e vestir cerca de 800 caminhantes diariamente no norte da Colômbia, afirmou em 2019 estar vendo um aumento de pessoas doentes, idosas e gestantes entre eles. A Cruz Vermelha colombiana montou tendas de descanso com alimentos e água nas estradas para os venezuelanos. Venezuelanos também cruzam para o norte do Brasil, onde o ACNUR instalou 10 abrigos para milhares de pessoas. Imagens de venezuelanos fugindo pelo mar evocam comparações com as da diáspora cubana.
Em 1998, apenas 14 venezuelanos receberam asilo nos EUA; em setembro de 1999, 1.086 foram acolhidos, segundo o U.S. Citizenship and Immigration Services. A primeira onda de emigrantes venezuelanos era composta por pessoas de classe alta e média, preocupadas com a retórica de Chávez sobre redistribuição de riqueza; Esse êxodo inicial de pessoas com formação universitária e capital causou uma fuga de cérebros. A emigração aumentou especialmente durante o governo Maduro. Essa segunda onda é composta por venezuelanos de classes mais baixas, afetados diretamente pelo colapso econômico, escassez de alimentos e medicamentos e pelo aumento da violência. Tomás Pérez, pesquisador da diáspora venezuelana na Universidade Central da Venezuela, afirmou em 2018 que, “agora que todos estão pobres”, são principalmente os mais pobres que estão deixando o país. Carlos Malamud, de um think tank espanhol, disse que Maduro usa a migração como arma política contra a oposição. A escala da crise superou, em quatro anos, o êxodo cubano, no qual 1,7 milhão emigraram em sessenta anos; Malamud afirmou que “as sociedades latino-americanas não estão preparadas para chegadas em massa”. A crise de saúde na Venezuela também é impactada pela emigração de profissionais da área; a falta de “remédios, insumos, prestadores de serviços de saúde e serviços básicos” é um dos principais motivos para a saída de profissionais rumo à Colômbia. Desde 2017, o setor bancário viu 18 mil funcionários deixarem o país.

## Opinião pública
Uma pesquisa Datincorp de novembro de 2016, que perguntou aos venezuelanos que vivem em áreas urbanas qual entidade era responsável pela crise, revelou que 59% culpavam o chavismo ou os presidentes (Chávez, 25%; Maduro, 19%; chavismo, 15%), enquanto outros responsabilizavam a oposição (10%), os empresários (4%) e os Estados Unidos (2%).
Uma pesquisa Meganálisis de setembro de 2018 constatou que 85% dos venezuelanos queriam que Maduro deixasse o poder imediatamente.
Uma pesquisa Datanálisis de novembro de 2018 constatou que 54% dos venezuelanos se opunham a uma intervenção militar estrangeira para remover Maduro, enquanto 35% apoiavam tal intervenção. Em contrapartida, 63% apoiavam um "acordo negociado para remover Maduro".
Uma pesquisa realizada entre 11 e 14 de março de 2019, com 1.100 pessoas em 16 estados venezuelanos e 32 cidades, pela Meganálisis, revelou que 89% dos entrevistados desejavam que Maduro deixasse a presidência.
Uma pesquisa Datanálisis realizada em 4 de março de 2019 apontou que a aprovação de Maduro alcançara um mínimo histórico de 14%.
De acordo com a Datanálisis, no início de 2019, 63% dos venezuelanos acreditavam que uma mudança de governo era possível. Quatorze meses depois, em maio de 2020, após o ataque à Baía de Macuto, essa porcentagem caiu para 20%.
De acordo com economistas entrevistados pelo The New York Times, a situação é, de longe, a pior crise econômica da história da Venezuela e também a mais severa enfrentada por um país em tempo de paz desde meados do século XX. A crise é ainda mais intensa do que a dos Estados Unidos durante a Grande Depressão, a crise econômica brasileira de 1985–1994 ou a hiperinflação no Zimbábue de 2008–2009.
Outros autores também compararam aspectos da crise, como o desemprego e a contração do PIB, aos de Bósnia e Herzegovina após a Guerra da Bósnia de 1992–1995, bem como aos de Rússia, Cuba e Albânia após o colapso do Bloco Oriental em 1989 e a dissolução da União Soviética em 1991.

## Econômico
O governo de Maduro parou de divulgar indicadores sociais e econômicos, de modo que a maioria dos dados baseia-se em estimativas. O Institute of International Finance (IIF) afirmou em março de 2019 que “o colapso econômico da Venezuela está entre os piores do mundo na história recente”. Um economista-chefe do IIF afirmou que a crise resultou de “decisões políticas, má gestão econômica e turbulência política”, dizendo que está em uma escala que “só se esperaria de desastres naturais extremos ou confrontos militares”. O World Economic Outlook do Fundo Monetário Internacional (FMI) de abril de 2019 descreveu a Venezuela como estando em uma “economia de guerra”. Pelo quinto ano consecutivo, a Bloomberg classificou a Venezuela como a última em seu índice de miséria em 2019. A principal fonte de receita do governo é o petróleo, cuja produção está “caindo drasticamente devido à falta de investimentos, má manutenção e descaso”, dos quais o consultor Eduardo Fortuny espera que leve 12 anos para se recuperar.
A partir de 2020, o governo venezuelano liberalizou muitas das políticas socialistas ou redistributivas – controles de preços e de câmbio, leis trabalhistas rígidas – e aproximou-se dos membros da comunidade empresarial local – especialmente Lorenzo Mendoza do icônico conglomerado Empresas Polar (que não é mais denunciado como “ladrão”, “parasita” e “traidor”), em troca do abandono da oposição política por parte de Mendoza. Contudo, uma “leve recuperação” na atividade econômica em janeiro de 2020 teria “evaporado em fevereiro e março” devido à “queda dos preços globais do petróleo e à pandemia de coronavírus”.

### Negócios e indústria

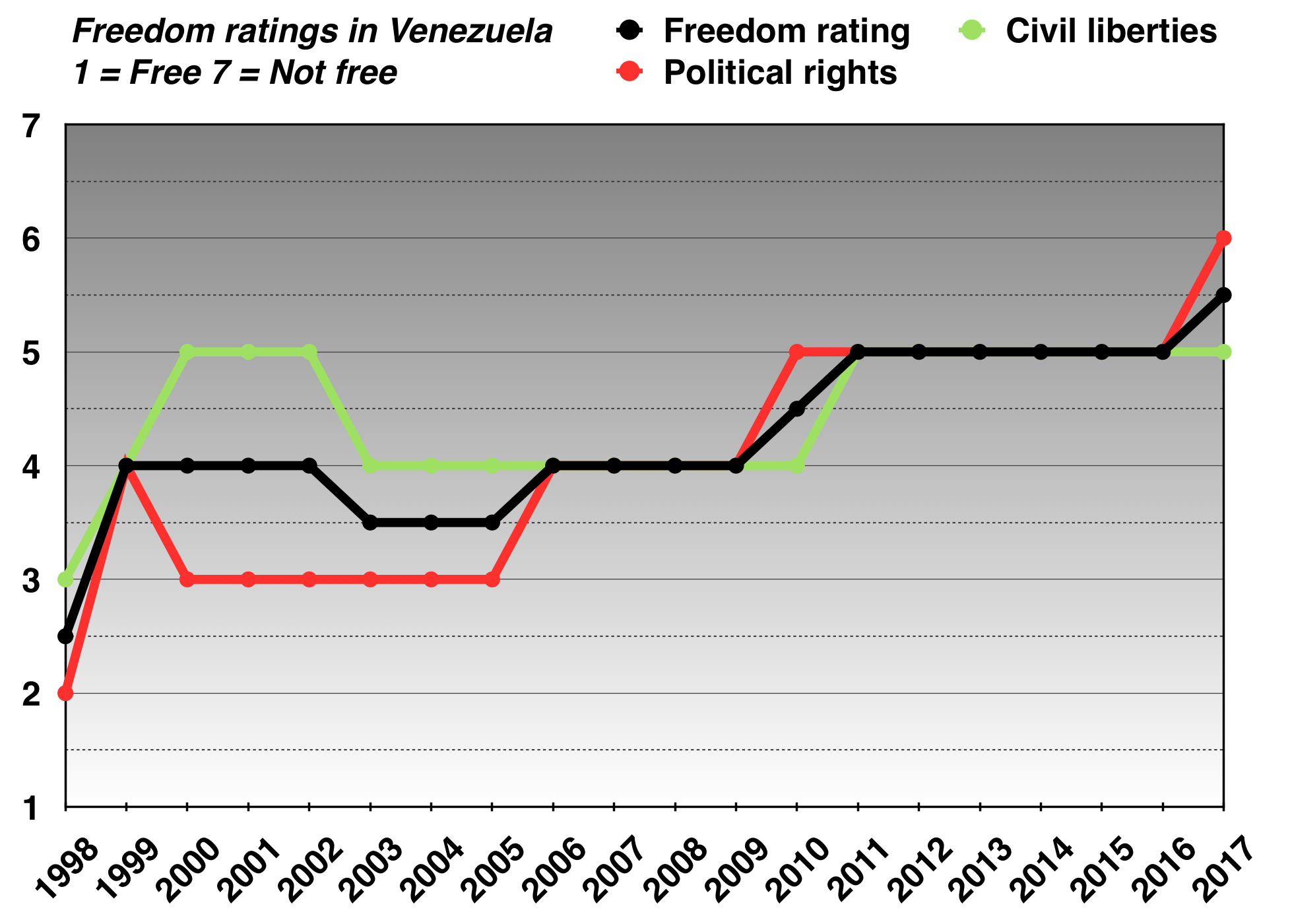
Avaliações para a Venezuela de 1998 a 2017 pelo Freedom House, financiado pelo governo dos EUA (1 = livre, 7 = não livre)

Várias empresas estrangeiras deixaram o país – frequentemente devido a desentendimentos com o governo socialista – incluindo Smurfit Kappa, Clorox, Kimberly Clark e General Mills; essas saídas agravam o desemprego e as escassezes. Antes dos efeitos dos apagões venezuelanos de 2019, o número de empresas multinacionais na cidade industrial de Valencia, no Estado de Carabobo caiu de 5.000, quando Chávez assumiu a presidência, para um décimo desse número.

#### Indústria aérea
As companhias aéreas domésticas enfrentam dificuldades devido à hiperinflação e à escassez de peças, e a maioria das companhias internacionais deixou o país. Companhias de diversos países deixaram de operar na Venezuela, dificultando as viagens ao país: a Air Canada foi a primeira companhia aérea internacional a cessar operações na Venezuela em março de 2014, seguida por Alitalia em abril de 2015.
Outras companhias que saíram do país incluem Aeroméxico, Avianca, Delta, Lufthansa, LATAM e United Airlines. Segundo a International Air Transport Association (IATA), o governo venezuelano não pagou US$3,8 bilhões a companhias internacionais devido a problemas na conversão da moeda local para dólares norte-americanos. Companhias saíram por outras razões, como crimes contra tripulações e passageiros estrangeiros, bagagens roubadas, e problemas com a qualidade do combustível de aviação e manutenção das pistas. Aerolíneas Argentinas deixou o país em 2017, citando razões de segurança, e a American Airlines, a última companhia aérea dos EUA que operava na Venezuela, saiu em 15 de março de 2019, após seus pilotos se recusarem a voar para o país, alegando problemas de segurança. Atualmente, a única companhia aérea norte-americana que voa para a Venezuela é a Sunwing Airlines, com serviço sazonal para Margarita Island e Punto Fijo.[carece de fontes?]
Após o fortalecimento da parceria econômica entre Venezuela e Turquia em outubro de 2016, a Turkish Airlines começou a oferecer voos diretos a partir de dezembro de 2016, conectando Caracas a Istambul (via Havana, Cuba), numa tentativa de “ligar e ampliar contatos” entre os dois países.
A companhia aérea iraniana Mahan Air (que está na lista negra pelo governo dos EUA desde 2011) iniciou voos diretos para Caracas em abril de 2019, “sinalizando uma relação crescente entre as duas nações”, de acordo com a Fox News.
Em maio de 2019, o Departamento de Transportes dos Estados Unidos e o Departamento de Segurança Interna dos Estados Unidos suspenderam todos os voos entre a Venezuela e os Estados Unidos, devido a preocupações com segurança. A suspensão afeta principalmente as companhias aéreas venezuelanas que voam para o Aeroporto Internacional de Miami, que são a Avior Airlines, LASER Airlines e Estelar Latinoamérica.

### Produto Interno Bruto
Estimado em queda de 25% em 2019, o FMI afirmou que a contração do PIB da Venezuela – a maior desde o início da Guerra Civil Líbia em 2014 – estava afetando toda a América Latina. Em 2015, a economia venezuelana contraiu 5,7% e, em 2016, 18,6%, segundo o Banco Central venezuelano; após isso, o governo parou de produzir dados. Ecoanalítica, consultor venezuelano, disse ao The Wall Street Journal que a produção caiu pela metade entre 2016 e 2019. O FMI e a AGPV Asesores Económicos, uma firma de consultoria sediada em Caracas, estimam que o PIB encolheu de US$196 bilhões em 2013 para US$80 bilhões em 2018, tornando a economia menor que a da Guatemala ou da Etiópia.

### Inflação

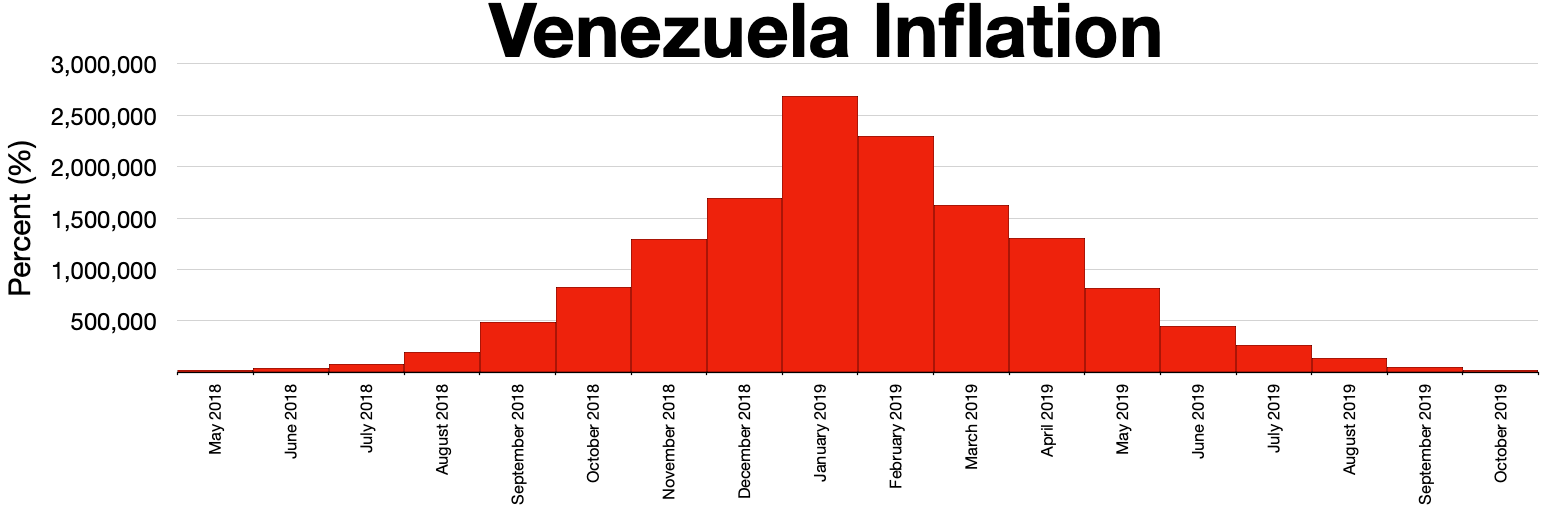
Hiperinflação na Venezuela de maio de 2018 a outubro de 2019

A taxa de inflação anual para os preços ao consumidor subiu centenas de milhares de por cento durante a crise. A inflação na Venezuela permaneceu alta durante o governo Chávez. Em 2010, a inflação eliminava qualquer avanço nos aumentos salariais, e em 2014 atingiu 69%, a maior do mundo. Em novembro de 2016, a Venezuela entrou em um período de hiperinflação, com inflação atingindo 4.000% em 2017; O governo venezuelano “praticamente parou” de produzir estimativas de inflação no início de 2018. No final de 2018, a inflação havia alcançado 1,35 milhão por cento.
Na temporada de Natal de 2017, algumas lojas deixaram de usar etiquetas de preço, uma vez que os preços inflacionavam tão rapidamente. Entre 2017 e 2019, alguns venezuelanos passaram a atuar como “gold farmers” em videogames, sendo vistos jogando jogos como RuneScape para vender moeda ou personagens virtuais por dinheiro real; os jogadores conseguiam ganhar mais do que trabalhadores assalariados, com ganhos de apenas alguns dólares por dia. Alguns desses “gold farmers” usam criptomoedas como moeda intermediária antes de converter para bolívares, conforme indicado nesta entrevista .
Em outubro de 2018, o FMI estimou que a inflação atingiria 10.000.000% até o final de 2019.
No início de 2019, o salário mínimo mensal equivalia a US$5,50 (18.000 bolívares soberanos) – menos do que o preço de um Happy Meal no McDonald's. A Ecoanalitica estimou que os preços saltaram 465% nos primeiros dois meses e meio de 2019. O The Wall Street Journal afirmou em março de 2019 que “a principal causa da hiperinflação é o banco central imprimir dinheiro para aumentar a oferta monetária, impulsionando os gastos internos”, relatando que um professor pode comprar uma dúzia de ovos e cerca de um quilo de queijo com um salário mensal.
Em maio de 2019, o Banco Central da Venezuela divulgou dados econômicos pela primeira vez desde 2015. Segundo o comunicado, a inflação na Venezuela foi de 274% em 2016, 863% em 2017 e 130.060% em 2018. Esses novos relatórios implicam uma contração de mais da metade da economia em cinco anos, segundo o Financial Times, “uma das maiores contrações da história da América Latina”. Fontes citadas pela Reuters disseram que a China pode ter solicitado ao governo venezuelano a divulgação dos dados para alinhar a Venezuela às exigências do FMI e dificultar o reconhecimento de Juan Guaidó durante a crise presidencial. O FMI afirmou não ter condições de avaliar a qualidade dos dados por não ter contato com o governo venezuelano.

### Escassezes
As escassezes na Venezuela tornaram-se predominantes após a implementação dos price controls (controles de preços) conforme a política econômica do governo de Hugo Chávez. Sob a política econômica do governo de Nicolás Maduro, ocorreram escassezes ainda maiores devido à política do governo venezuelano de reter dólares norte-americanos de importadores submetidos aos controles de preços. Alguns venezuelanos precisam buscar alimento – às vezes recorrendo a frutas silvestres ou lixo – e ficam horas em filas, chegando até a se contentar em ficar sem determinados produtos.

### Desemprego
[A economia de guerra da Venezuela tem o] maior desemprego do mundo desde o fim da Guerra da Bósnia e a maior contração desde o início da Guerra Civil Líbia em 2014

April 2019, Fundo Monetário Internacional (FMI) World Economic Outlook
Em janeiro de 2016, a taxa de desemprego era de 18,1% e a economia era considerada a pior do mundo, segundo o índice de miséria. A Venezuela deixou de reportar números oficiais de desemprego desde abril de 2016, quando a taxa era de 7,3%.
O desemprego foi previsto para chegar a 44% em 2019; o FMI afirmou que essa seria a maior taxa registrada desde o fim da Guerra da Bósnia em 1995.

### Dívida venezuelana
Em agosto de 2017, o Presidente dos Estados Unidos Donald Trump impôs sanções à Venezuela que proibiram transações envolvendo a dívida do Estado venezuelano, inclusive reestruturação da dívida. O período de default técnico encerrou-se em 13 de novembro de 2017 e a Venezuela não pagou cupons de seus eurobônus em dólares, ocasionando um cross-default em outros títulos em dólares. Um comitê composto pelos quinze maiores bancos reconheceu o calote das obrigações da dívida do Estado, o que, por sua vez, implicou pagamentos de CDS em 30 de novembro.
Em novembro de 2017, The Economist estimou a dívida da Venezuela em US$105 bilhões e suas reservas em US$10 bilhões. Em 2018, a dívida venezuelana cresceu para US$156 bilhões e, em março de 2019, suas reservas caíram para US$8 bilhões. Com exceção dos títulos da PDVSA de 2020, desde janeiro de 2019, todos os títulos venezuelanos estão em default, O governo e as empresas estatais venezuelanas devem quase US$8 bilhões em juros e principal, totalizando cerca de US$150 bilhões em dívida.

### Indústria do petróleo
Até 2018, as dificuldades políticas e econômicas enfrentadas pela Venezuela haviam engolido a região de El Tigre-San Tomé, uma área-chave para a produção de petróleo no leste da Venezuela. Trabalhadores do setor petrolífero fugiam da empresa estatal, já que os salários não acompanhavam a hiperinflação, deixando famílias à beira da fome. Trabalhadores e criminosos saqueavam equipamentos vitais da indústria do petróleo, desde picapes até o fio de cobre presente em componentes críticos da produção. Instalações petrolíferas foram negligenciadas e desprotegidas, paralisando a produção e causando danos ambientais. Conforme apontou a historiadora do petróleo, especialista e ex-residente de San Tomé, Emma Brossard em 2005, “os campos petrolíferos venezuelanos apresentavam uma taxa de depleção de 25% ao ano [e] era necessário um investimento de US$3,4 bilhões por ano para manter a produção.” “Mas desde que Chávez assumiu a presidência, não houve investimento.”
A partir de 2020, já não existem plataformas de perfuração ativas na busca por petróleo na Venezuela, e a produção foi “reduzida a um fio”. As exportações de petróleo estão previstas para totalizar US$2,3 bilhões em 2020, continuando uma queda de mais de uma década. Vazamentos de petróleo bruto de poços e dutos submersos abandonados têm causado sérios danos à pesca e à saúde humana.
Em 2022, o aumento dos preços do petróleo, causado pela invasão russa da Ucrânia em 2022, levou a Comissão Mundial do Petróleo a iniciar reuniões com o governo venezuelano para pressionar pela retomada da produção e obter controle sobre o preço.[carece de fontes?] Como consequência da crise energética provocada pela guerra, o governo federal dos Estados Unidos permitiu que a empresa norte-americana de petróleo e gás Chevron Corporation retomasse operações limitadas na Venezuela.

## Reação

### Sanções econômicas
A União Europeia, o Grupo Lima, os Estados Unidos e outros países aplicaram sanções individuais contra funcionários do governo e membros tanto das forças armadas quanto das forças de segurança como resposta a violações dos direitos humanos, corrupção, degradação do Estado de Direito e repressão da democracia. Posteriormente, os Estados Unidos expandiram suas sanções para o setor petrolífero.
Economistas afirmaram que a escassez e a alta inflação na Venezuela começaram antes que as sanções dos EUA fossem direcionadas ao país. The Wall Street Journal afirmou que os economistas atribuem a redução pela metade da economia venezuelana às "políticas de Maduro, incluindo nacionalizações generalizadas, gastos desenfreados que desencadearam a inflação, controles de preços que levaram à escassez, e ampla corrupção e má gestão." O governo venezuelano afirmou que os Estados Unidos são responsáveis pelo seu colapso econômico. O relatório da HRW/Johns Hopkins observou que a maioria das sanções está "limitada ao cancelamento de vistos e ao congelamento de ativos de autoridades-chave implicadas em abusos e corrupção. De forma alguma elas visam a economia venezuelana." O relatório também afirmou que a proibição de 2017 de negociar ações e títulos do governo venezuelano permite exceções para alimentos e remédios, e que as sanções à PDVSA de 28 de janeiro de 2019 poderiam agravar a situação, embora "a crise os preceda". The Washington Post afirmou que "a privação existe há muito tempo, muito antes das sanções dos EUA recentemente impostas".
Em 2011, os Estados Unidos sancionaram a empresa estatal petrolífera da Venezuela, a Petróleos de Venezuela. Segundo executivos da empresa e o governo venezuelano, as sanções foram em sua maioria simbólicas e tiveram pouco efeito (se houver) no comércio entre a Venezuela e os EUA, já que a venda de petróleo da empresa para os EUA e as operações de sua subsidiária norte-americana Citgo não foram afetadas. Em 9 de março de 2015, Barack Obama assinou e emitiu uma ordem executiva declarando a Venezuela uma ameaça à segurança nacional e determinando sanções contra autoridades venezuelanas. As sanções não afetaram a empresa petrolífera da Venezuela, e as relações comerciais com os EUA continuaram. Em 2017, a administração Trump impôs sanções econômicas adicionais à Venezuela. Em 2018, o Alto Comissariado das Nações Unidas para os Direitos Humanos (OHCHR) documentou que "as informações reunidas indicam que a crise socioeconômica já vinha se desenrolando há vários anos antes da imposição dessas sanções".
De acordo com The Wall Street Journal, novas sanções de 2019 visavam privar o governo de Maduro das receitas do petróleo. Em 2019, o ex-relator da ONU Alfred de Zayas afirmou que as sanções dos EUA à Venezuela eram ilegais, pois constituíam guerra econômica e "poderiam equivaler a 'crimes contra a humanidade' sob a lei internacional". Seu relatório, que segundo ele foi ignorado pela ONU, foi criticado pelo diretor do programa de América Latina e Caribe do Crisis Group por não mencionar o impacto de um "ambiente de negócios difícil no país", o qual o diretor afirmou "ser um sintoma do chavismo e das falhas dos governos socialistas", e que "a Venezuela não poderia se recuperar sob as políticas governamentais atuais, mesmo que as sanções fossem suspensas". Michelle Bachelet atualizou a situação em um relatório oral de 20 de março, após a visita de uma delegação de cinco pessoas à Venezuela, afirmando que a crise social e econômica estava se deteriorando dramaticamente, que o governo não reconheceu nem abordou a extensão da crise, e que ela estava preocupada que, embora "a crise econômica e social penetrante e devastadora tenha começado antes da imposição das primeiras sanções econômicas", as sanções poderiam agravar a situação.
Em fevereiro de 2019, Jorge Arreaza, ministro das Relações Exteriores de Maduro, afirmou que estava formando uma coalizão de diplomatas que "acreditam que os EUA e outros estão violando a Carta da ONU contra a não interferência nos Estados-membros". Durante o anúncio, ele estava cercado por diplomatas de outros 16 países, incluindo Rússia, China, Irã, Coreia do Norte e Cuba. Arreaza afirmou que o custo para a economia venezuelana, devido ao bloqueio dos EUA, ultrapassava 30 bilhões de dólares. Reportando as declarações de Arreaza, a Associated Press afirmou que Maduro estava bloqueando ajuda e "dizendo que os venezuelanos não são mendigos e que a medida faz parte de um golpe liderado pelos EUA".

### Envolvimento estrangeiro

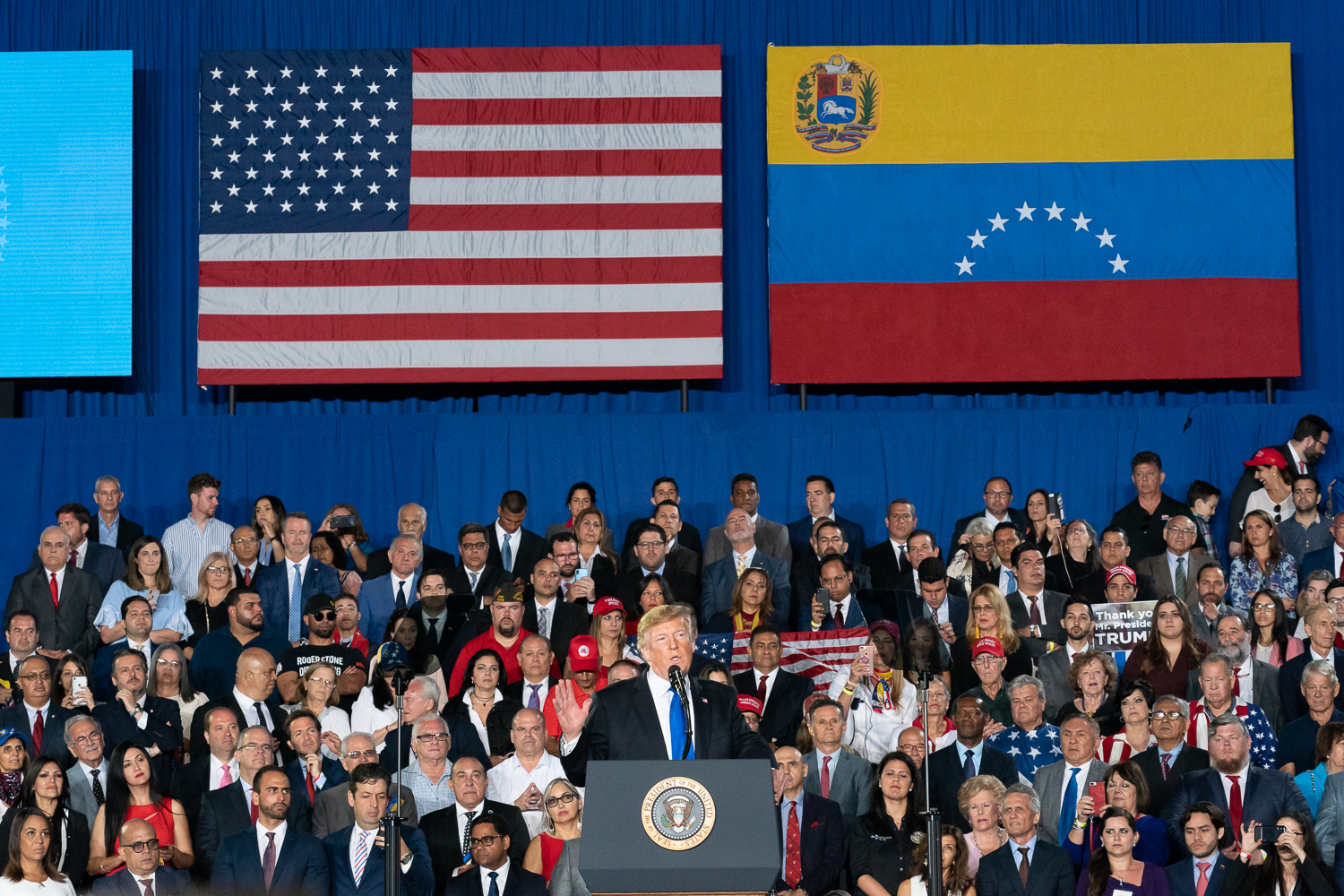
Em 18 de fevereiro, o Presidente Trump instou o exército da Venezuela a abandonar Nicolás Maduro ou "perder tudo".

Em 11 de agosto de 2017, o Presidente Trump afirmou que "não vai descartar uma opção militar" para confrontar o governo autocrático de Nicolás Maduro e a crise crescente na Venezuela. Military Times afirmou que assessores não identificados disseram a Trump que não seria sensato sequer discutir uma solução militar, devido à longa história de intervenções impopulares na América Latina pelos Estados Unidos. O Ministro da Defesa da Venezuela, Vladimir Padrino, criticou Trump pela declaração, chamando-a de "um ato de extremismo supremo" e "um ato de loucura". O Ministro das Comunicações venezuelano, Ernesto Villegas, disse que as palavras de Trump equivaliam a "uma ameaça sem precedentes à soberania nacional".
Representantes dos Estados Unidos estiveram em contato com oficiais militares dissidentes venezuelanos durante 2017 e 2018, mas recusaram colaborar ou prestar assistência a eles. A opinião de outras nações latino-americanas estava dividida em relação à intervenção militar. Luis Almagro, o Secretário-Geral da Organização dos Estados Americanos, durante uma visita à Colômbia, não descartou o potencial benefício do uso de força militar para intervir na crise. Canadá, Colômbia e Guiana, que são membros do Grupo Lima, recusaram assinar o documento da organização que rejeita a intervenção militar na Venezuela.
Durante a crise presidencial venezuelana de 2019, começaram a circular alegações de um possível envolvimento militar dos Estados Unidos, sendo que a intervenção militar na Venezuela já estava sendo executada pelos governos de Cuba e Rússia. Segundo o professor Erick Langer, da Georgetown University, enquanto se discutia se os Estados Unidos interviriam militarmente, "Cuba e Rússia já intervieram". Centenas ou milhares de forças de segurança cubanas supostamente operam na Venezuela, enquanto o professor Robert Ellis, do United States Army War College, descreveu entre várias dezenas e 400 mercenários do Wagner Group fornecidos pela Rússia como a "guarda-palácio de Nicolás Maduro". O porta-voz do Kremlin, Dmitry Peskov, negou o envio de mercenários russos, classificando-o como "fake news". Em 2 de abril de 2019, o Ministério das Relações Exteriores da Rússia rejeitou o chamado de Trump para "sair", afirmando que seus 100 militares atualmente na Venezuela apoiarão Maduro "pelo tempo que for necessário".

### Ajuda humanitária

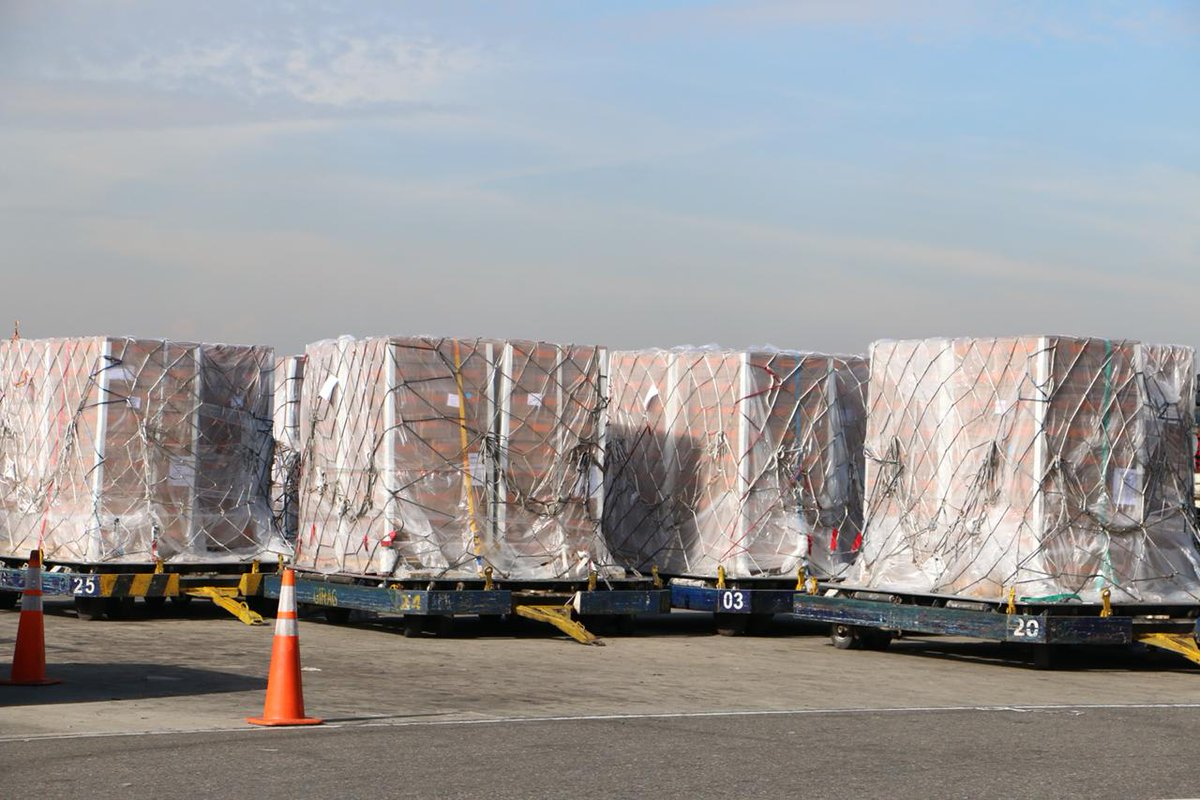
Ajuda para a Venezuela enviada pelos Estados Unidos para a Colômbia

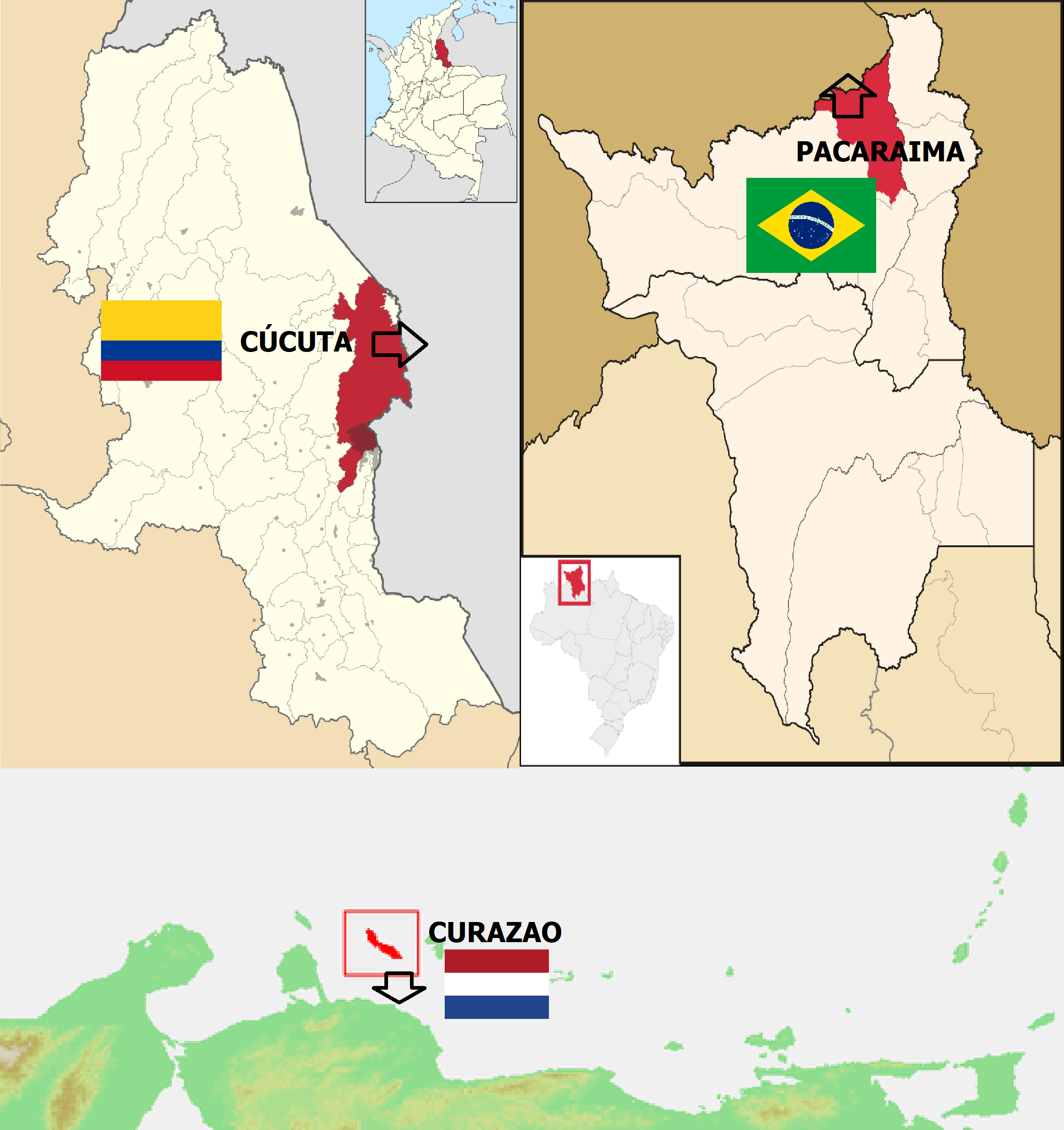
Localização dos pontos de ajuda humanitária fora da Venezuela

Ao longo da crise, ajuda humanitária foi fornecida aos venezuelanos necessitados, tanto dentro da Venezuela quanto no exterior. Em outubro de 2018, o USNS Comfort partiu para uma operação de onze semanas na América Latina, com a missão principal de auxiliar os países que receberam refugiados venezuelanos que fugiram da crise na Venezuela. O objetivo principal era aliviar os sistemas de saúde na Colômbia, Equador, Peru e em outras nações que enfrentavam a chegada de milhares de migrantes venezuelanos.
No final de janeiro de 2019, enquanto os EUA se preparavam para levar ajuda através da fronteira, o Comitê Internacional da Cruz Vermelha alertou os Estados Unidos sobre o risco de entregar ajuda humanitária sem a aprovação das forças de segurança do governo. A ONU alertou de forma semelhante os EUA sobre a politização da crise e o uso da ajuda como moeda de troca na luta pelo poder. Outras organizações humanitárias também apontaram riscos.
Em 23 de fevereiro de 2019, 14 caminhões transportando 280 toneladas de ajuda humanitária tentaram levar ajuda através das pontes Simón Bolívar e Francisco de Paula Santander, vindos da Colômbia. Houve confrontos, com as forças de segurança venezuelanas supostamente utilizando gás lacrimogêneo na tentativa de manter o bloqueio da fronteira. A Colômbia informou que cerca de 285 pessoas ficaram feridas e pelo menos dois caminhões foram incendiados. A CNN noticiou que o governo venezuelano acusou apoiadores de Guaidó de incendiar os caminhões e observou que "enquanto uma equipe da CNN viu dispositivos incendiários da polícia no lado venezuelano da fronteira incendiar os caminhões, os jornalistas da rede não têm certeza se os caminhões foram incendiados propositalmente." Em março, The New York Times noticiou que imagens mostraram que foram manifestantes anti-Maduro, e não as forças de segurança venezuelanas, os responsáveis pelo incêndio dos caminhões. The New York Times noticiou que os caminhões foram incendiados por um manifestante anti-Maduro que lançou um coquetel molotov que atingiu um dos caminhões. O ministro das Relações Exteriores da Colômbia, Carlos Holmes Trujillo, rejeitou as alegações do The New York Times de que o governo colombiano manipulou o vídeo do incêndio do caminhão de ajuda, insistindo que a responsabilidade era de Nicolás Maduro. Em entrevista à BBC, Juan Guaidó enfatizou que suas constatações sugeriam apenas uma teoria possível, que se tratava do ponto de vista do jornal, e que um total de três caminhões foram incendiados, enquanto as imagens se concentravam em apenas um. A jornalista Karla Salcedo Flores denunciou a Telesur, de propriedade estatal, por plágio e manipulação de suas fotos para fins de propaganda, depois que a rede afirmou que manifestantes despejaram gasolina sobre os caminhões. A Agence France-Presse publicou uma investigação que refutou as alegações da Telesur com as fotos. A Bellingcat informou que, como as evidências de código aberto examinadas em sua investigação não mostram o momento da ignição, não é possível fazer uma determinação definitiva sobre a causa do incêndio.
Franceso Rocca, presidente da Federação Internacional das Sociedades da Cruz Vermelha e da Media Luna Vermelha, anunciou em 29 de março de 2019 que a Cruz Vermelha estava se preparando para levar ajuda humanitária ao país, a fim de amenizar tanto a fome crônica quanto a crise médica. The Guardian noticiou que Maduro "há muito negava a existência de uma crise humanitária, e em 23 de fevereiro bloqueou um esforço liderado por Guaidó para levar ajuda ao país", e que a Cruz Vermelha havia "mediado um acordo" entre as administrações de Maduro e Guaidó, "indicando um meio-termo raramente visto entre os dois".
Espera-se que os envios de ajuda da Cruz Vermelha comecem dentro de algumas semanas, e a primeira remessa ajudaria cerca de 650.000 pessoas; simultaneamente, um relatório vazado da ONU estimou que cerca de sete milhões de venezuelanos provavelmente necessitavam de assistência humanitária. Durante o que The Wall Street Journal chamou de "a pior crise humanitária da América Latina de todos os tempos", a "operação rivalizaria com os esforços de socorro da Cruz Vermelha na Síria devastada pela guerra, sinalizando a profundidade da crise na Venezuela." Rocca afirmou que os esforços se concentrariam inicialmente em hospitais, inclusive em unidades mantidas pelo Estado, e disse que a Cruz Vermelha estava aberta à possibilidade de entregar produtos de ajuda armazenados nas fronteiras venezuelanas com a Colômbia e o Brasil. Ele alertou que a Cruz Vermelha não aceitaria qualquer interferência política, e afirmou que o esforço deve ser "independente, neutro, imparcial e sem entraves".
Maduro e Arreaza encontraram-se com representantes da Cruz Vermelha Internacional em 9 de abril para discutir o esforço de ajuda. The Wall Street Journal afirmou que a aceitação dos envios humanitários por parte de Maduro foi o primeiro reconhecimento de que a Venezuela está "sofrendo um colapso econômico", acrescentando que "até poucos dias atrás, o governo afirmava que não havia crise e que não necessitava de ajuda externa". Guaidó disse que a aceitação da ajuda humanitária foi o "resultado de nossa pressão e insistência", e convocou os venezuelanos a "permanecer vigilantes para garantir que a ajuda que chega não seja desviada para fins 'corruptos'".
A primeira remessa de suprimentos da Cruz Vermelha para hospitais chegou em 16 de abril, sinalizando que a administração de Maduro permitiria a entrada de mais ajuda. Citando Tamara Taraciuk — especialista da Human Rights Watch sobre a Venezuela — que classificou a situação como "uma crise completamente artificial", The New York Times afirmou que o esforço de ajuda na Venezuela enfrentava desafios quanto à forma de distribuir assistência em uma "crise política, econômica e humanitária sem precedentes", causada em grande parte pelas políticas de um governo determinado a permanecer no poder, em vez de ser decorrente de guerra ou desastre natural. Paramilitares pró-governo armados dispararam para interromper a primeira entrega da Cruz Vermelha, e autoridades associadas ao partido de Maduro ordenaram que a organização se retirasse.
Um relatório de abril de 2021 do inspetor-geral da United States Agency for International Development constatou que a administração Trump politizou o pacote de ajuda humanitária do início de 2019 e foi motivada por mudança de regime na Venezuela, mais do que por aliviar a situação humanitária.